# 1976
| [ Edytuj tabelę ]                                                | |
| Przewodniczący Rady Państwa                                      | - 1972 Henryk Jabłoński 1985 |
| Premier Polski                                                   | - 1970 Piotr Jaroszewicz 1980 |
| Prezydent Polski na uchodźstwie                                  | - 1972 Stanisław Ostrowski 1979 |
| Premier rządu RP na uchodźstwie                                  | - 1972 Alfred Urbański 1976 - 1976 Kazimierz Sabbat 1986                                                                                      |
| I sekretarz KC PZPR                                              | - 1970 Edward Gierek 1980 |
| Prezydent Afganistanu                                            | - 1973 Mohammad Daud Chan 1978 |
| Przywódca Albanii                                                | - 1944 Enver Hoxha 1985 |
| Premier Albanii                                                  | - 1954 Mehmet Shehu 1981 |
| Prezydent Algierii                                               | - 1965 Huari Bumedien 1978 |
| Premier Algierii                                                 | - 1963 urząd zniesiony 1979 |
| Współksiążęta Andory                                             | - 1971 Joan Martí i Alanís 2003 - 1974 Valéry Giscard d’Estaing 1981                                                                          |
| Prezydent Angoli                                                 | - 1975 Agostinho Neto 1979 |
| Premier Angoli                                                   | - 1975 Lopo do Nascimento 1978 |
| Król Arabii Saudyjskiej                                          | - 1975 Chalid ibn Abd al-Aziz Al Su’ud 1982                                                                                                   |
| Prezydent Argentyny                                              | - 1975 Isabel Perón 1976 - 1976 rada wojskowa 1976 - 1976 gen. Jorge Rafael Videla 1981                                                       |
| Premier Australii                                                | - 1975 Malcolm Fraser 1983 |
| Prezydent Austrii                                                | - 1974 Rudolf Kirchschläger 1986 |
| Kanclerz Austrii                                                 | - 1970 Bruno Kreisky 1983 |
| Premier Bahamów                                                  | - 1973 Lynden Pindling 1992 |
| Emir Bahrajnu                                                    | - 1971 Isa ibn Salman Al Chalifa 1999 |
| Premier Bahrajnu                                                 | - 1970 Chalifa ibn Salman Al Chalifa 2020 |
| Prezydent Bangladeszu                                            | - 1975 Abu Sadat Mohammad Sayem 1977 |
| Premier Bangladeszu                                              | - 1975 urząd zniesiony 1978 |
| Premier Barbadosu                                                | - 1966 Errol Barrow 1976 - 1976 Tom Adams 1985                                                                                                |
| Prezydent Birmy                                                  | - 1974 Ne Win 1981 |
| Premier Birmy                                                    | - 1974 Sein Lwin 1977 |
| Król Belgów                                                      | - 1951 Baudouin 1993 |
| Premier Belgii                                                   | - 1974 Leo Tindemans 1978 |
| Prezydent Beninu                                                 | - 1972 Mathieu Kérékou 1991 |
| Król Bhutanu                                                     | - 1972 Jigme Singye Wangchuck 2006 |
| Premier Bhutanu                                                  | - 1964 urząd zniesiony 1998 |
| Prezydent Boliwii                                                | - 1971 Hugo Banzer Suárez 1978 |
| Prezydent Botswany                                               | - 1966 Seretse Khama 1980 |
| Prezydent Brazylii                                               | - 1974 Ernesto Geisel 1979 |
| Sułtan Brunei                                                    | - 1967 Hassanal Bolkiah |
| Przywódca Bułgarii                                               | - 1954 Todor Żiwkow 1989 |
| Premier Bułgarii                                                 | - 1971 Stanko Todorow 1981 |
| Prezydent Burundi                                                | - 1966 Michel Micombero 1976 - 1976 Jean-Baptiste Bagaza 1987                                                                                 |
| Premier Burundi                                                  | - 1973 urząd zniesiony 1976 - 1976 Édouard Nzambimana 1978                                                                                    |
| Prezydent Chile                                                  | - 1973 Augusto Pinochet 1990 |
| Przewodniczący ChRL                                              | - 1975 Zhu De 1976 |
| Premier Chin                                                     | - 1949 Zhou Enlai 1976 - 1976 Hua Guofeng 1980                                                                                                |
| Prezydent Cypru                                                  | - 1974 Michail Muskos 1977 |
| Prezydent Czadu                                                  | - 1975 Félix Malloum 1979 |
| Premier Czadu                                                    | - 1960 urząd zniesiony 1978 |
| Prezydent Czechosłowacji                                         | - 1975 Gustáv Husák 1989 |
| Premier Czechosłowacji                                           | - 1970 Lubomír Štrougal 1988 |
| Król Danii                                                       | - 1972 Małgorzata II 2024 |
| Premier Danii                                                    | - 1975 Anker Jørgensen 1982 |
| Dalajlama                                                        | - 1940 Tenzin Gjaco |
| Prezydent Dominikany                                             | - 1966 Joaquín Balaguer 1978 |
| Prezydent Egiptu                                                 | - 1970 Anwar as-Sadat 1981 |
| Premier Egiptu                                                   | - 1975 Mamduh Salim 1978 |
| Prezydent Ekwadoru                                               | - 1972 Guillermo Rodríguez 1976 - 1976 Alfredo Poveda 1979                                                                                    |
| Przewodniczący Wojskowej Rady Administracyjnej Etiopii           | - 1974 Teferi Benti 1977 |
| Przew. Komisji Europejskiej                                      | - 1973 François-Xavier Ortoli (Francja) 1976                                                                                                  |
| Premier Fidżi                                                    | - 1970 Kamisese Mara 1987 |
| Prezydent Filipin                                                | - 1965 Ferdinand Marcos 1986 |
| Prezydent Finlandii                                              | - 1956 Urho Kekkonen 1981 |
| Premier Finlandii                                                | - 1975 Martti Miettunen 1977 |
| Prezydent Francji                                                | - 1974 Valéry Giscard d’Estaing 1981 |
| Premier Francji                                                  | - 1974 Jacques Chirac 1976 - 1976 Raymond Barre 1981                                                                                          |
| Prezydent Gabonu                                                 | - 1967 Omar Bongo 2009 |
| Premier Gabonu                                                   | - 1975 Léon Mébiame 1990 |
| Prezydent Gambii                                                 | - 1970 Dawda Kairaba Jawara 1994 |
| Prezydent Ghany                                                  | - 1972 Ignatius Kutu Acheampong 1978 |
| Prezydent Górnej Wolty                                           | - 1966 Sangoulé Lamizana 1980 |
| Prezydent Grecji                                                 | - 1975 Konstandinos Tsatsos 1980 |
| Premier Grecji                                                   | - 1974 Konstandinos Karamanlis 1980 |
| Premier Grenady                                                  | - 1974 Eric Gairy 1979 |
| Prezydent Gujany                                                 | - 1970 Arthur Chung 1980 |
| Premier Gujany                                                   | - 1964 Forbes Burnham 1980 |
| Prezydent Gwatemali                                              | - 1974 Kjell Eugenio Laugerud García 1978 |
| Prezydent Gwinei                                                 | - 1958 Ahmed Sekou Touré 1984 |
| Premier Gwinei                                                   | - 1972 Louis Lansana Beavogui 1984 |
| Prezydent Gwinei Bissau                                          | - 1973 Luís Cabral 1980 |
| Premier Gwinei Bissau                                            | - 1973 Francisco Mendes 1978 |
| Prezydent Gwinei Równikowej                                      | - 1968 Francisco Macías Nguema 1979 |
| Prezydent Haiti                                                  | - 1971 Jean-Claude Duvalier 1986 |
| Król Hiszpanii                                                   | - 1975 Jan Karol I 2014 |
| Premier Hiszpanii                                                | - 1973 Carlos Arias Navarro 1976 - 1976 Adolfo Suárez 1981                                                                                    |
| Król Holandii                                                    | - 1948 Juliana 1980 |
| Premier Holandii                                                 | - 1973 Joop den Uyl 1977 |
| Prezydent Hondurasu                                              | - 1975 Juan Alberto Melgar (p.o.) 1978 |
| Szach Iranu                                                      | - 1941 Mohammad Reza Pahlawi 1979 |
| Premier Iranu                                                    | - 1965 Amir Abbas Howejda 1977 |
| Prezydent Iraku                                                  | - 1968 Ahmad Hasan al-Bakr 1979 |
| Premier Iraku                                                    | - 1968 Ahmad Hasan al-Bakr 1979 |
| Prezydent Indii                                                  | - 1974 Fakhruddin Ali Ahmed 1977 |
| Premier Indii                                                    | - 1966 Indira Gandhi 1977 |
| Prezydent Indonezji                                              | - 1967 Suharto 1998 |
| Prezydent Irlandii                                               | - 1974 Cearbhall Ó Dálaigh 1976 - 1976 komisja prezydencka 1976 - 1976 Patrick Hillery 1990                                                   |
| Premier Irlandii                                                 | - 1973 Liam Cosgrave 1977 |
| Prezydent Islandii                                               | - 1968 Kristján Eldjárn 1980 |
| Premier Islandii                                                 | - 1974 Geir Hallgrímsson 1978 |
| Prezydent Izraela                                                | - 1973 Efraim Kacir 1978 |
| Premier Izraela                                                  | - 1974 Icchak Rabin 1977 |
| Premier Jamajki                                                  | - 1972 Michael Manley 1980 |
| Cesarz Japonii                                                   | - 1926 Hirohito 1989 |
| Premier Japonii                                                  | - 1974 Takeo Miki 1976 - 1976 Takeo Fukuda 1978                                                                                               |
| Prezydent Jemenu Południowego                                    | - 1969 Salim Ali Rubai 1978 |
| Prezydent Jemenu Północnego                                      | - 1974 Ibrahim al-Hamdi 1977 |
| Król Jordanii                                                    | - 1952 Husajn 1999 |
| Premier Jordanii                                                 | - 1973 Zajd ar-Rifa’i 1976 - 1976 Mudar Badran 1979                                                                                           |
| Prezydent Jugosławii                                             | - 1953 Josip Broz Tito 1980 |
| Premier Jugosławii                                               | - 1971 Džemal Bijedić 1977 |
| Prezydent Kamerunu                                               | - 1960 Ahmadou Ahidjo 1982 |
| Premier Kamerunu                                                 | - 1975 Paul Biya 1982 |
| Przywódca Demokratycznej Kampuczy                                | - 1975 Norodom Sihanouk 1976 - 1976 Khieu Samphan 1979                                                                                        |
| Premier Demokratycznej Kampuczy                                  | - 1975 Penn Nouth 1976 - 1976 Khieu Samphan (p.o.) 1976 - 1976 Pol Pot 1976 - 1976 Nuon Chea (p.o.) 1976 - 1976 Pol Pot 1979                  |
| Przywódca Ludowej Republiki Kampuczy                             | - 1972 Heng Samrin 1992 |
| Premier Kanady                                                   | - 1968 Pierre Trudeau 1979 |
| Emir Kataru                                                      | - 1972 Chalifa ibn Ahmad 1995 |
| Premier Kataru                                                   | - 1971 Chalifa ibn Ahmad 1995 |
| Prezydent Kenii                                                  | - 1964 Jomo Kenyatta 1978 |
| Prezydent Kolumbii                                               | - 1974 Alfonso López Michelsen 1978 |
| Prezydent Konga                                                  | - 1969 Marien Ngouabi 1977 |
| Premier Konga                                                    | - 1975 Louis Sylvain Goma 1984 |
| Patriarcha Konstantynopola                                       | - 1972 Dymitr I 1991 |
| Prezydent Korei Południowej                                      | - 1963 Park Chung-hee 1979 |
| Premier Korei Południowej                                        | - 1975 Choi Kyu-hah (p.o.) 1976 - 1976 Choi Kyu-hah 1979                                                                                      |
| Prezydent KRLD                                                   | - 1972 Kim Il Sŏng 1994 |
| Premier KRLD                                                     | - 1972 Kim Il 1976 - 1976 Pak Sŏng Ch’ŏl 1977                                                                                                 |
| Prezydent Kostaryki                                              | - 1974 Daniel Oduber Quirós 1978 |
| Prezydent Kuby                                                   | - 1959 Osvaldo Dorticós Torrado 1976 |
| Przewodniczący Rady Państwa Kuby                                 | - 1976 Fidel Castro 2008 |
| Premier Kuby                                                     | - 1959 Fidel Castro 1976 |
| Emir Kuwejtu                                                     | - 1965 Sabah III 1977 |
| Premier Kuwejtu                                                  | - 1965 Dżabir al-Ahmad al-Dżabir as-Sabah 1978                                                                                                |
| Prezydent Laosu                                                  | - 1975 Tiao Souphanouvong 1991 |
| Król Lesotho                                                     | - 1966 Moshoeshoe II 1990 |
| Premier Lesotho                                                  | - 1965 Leabua Jonathan 1986 |
| Prezydent Libanu                                                 | - 1970 Sulajman Farandżijja 1976 - 1976 Iljas Sarkis 1982                                                                                     |
| Premier Libanu                                                   | - 1975 Raszid Karami 1976 - 1976 Salim al-Huss 1980                                                                                           |
| Prezydent Liberii                                                | - 1971 William Tolbert Jr. 1980 |
| Przywódca Libii                                                  | - 1969 Mu’ammar al-Kaddafi 2011 |
| Premier Libii                                                    | - 1972 Abd as-Salam Dżallud 1977 |
| Książę Liechtensteinu                                            | - 1938 Franciszek Józef II 1989 |
| Premier Liechtensteinu                                           | - 1974 Walter Kieber 1978 |
| Premier Litwyna emigracji                                        | - 1940 Stasys Lozoraitis 1983 |
| Wielki książę Luksemburga                                        | - 1964 Jan 2000 |
| Premier Luksemburga                                              | - 1974 Gaston Thorn 1979 |
| Prezydent Madagaskaru                                            | - 1975 Didier Ratsiraka 1993 |
| Premier Madagaskaru                                              | - 1976 Joel Rakotomalala 1976 - 1976 Justin Rakotoniaina 1977                                                                                 |
| Prezydent Malawi                                                 | - 1966 Hastings Kamuzu Banda 1994 |
| Prezydent Malediwów                                              | - 1968 Ibrahim Nasir 1978 |
| Król Malezji                                                     | - 1975 Yahya Petra 1979 |
| Premier Malezji                                                  | - 1970 Tun Abdul Razak 1976 - 1976 Hussein Onn 1981                                                                                           |
| Prezydent Mali                                                   | - 1968 Moussa Traoré 1991 |
| Premier Mali                                                     | - 1969 urząd zniesiony 1986 |
| Prezydent Malty                                                  | - 1974 Anthony Mamo 1976 - 1976 Anton Buttigieg 1981                                                                                          |
| Premier Malty                                                    | - 1971 Dom Mintoff 1984 |
| Król Maroka                                                      | - 1961 Hassan II 1999 |
| Premier Maroka                                                   | - 1972 Ahmed Osman 1979 |
| Prezydent Mauretanii                                             | - 1960 Muchtar wuld Dadda 1978 |
| Premier Mauretanii                                               | - 1961 urząd zniesiony 1979 |
| Premier Mauritiusa                                               | - 1968 Seewoosagur Ramgoolam 1982 |
| Prezydent Meksyku                                                | - 1970 Luis Echeverría 1976 - 1976 José López Portillo 1982                                                                                   |
| Książę Monako                                                    | - 1949 Rainier III 2005 |
| Minister stanu Monako                                            | - 1972 André Saint-Mleux 1981 |
| Przewodniczący Prezydium Wielkiego Churału Ludowego Mongolii     | - 1974 Jumdżaagijn Cedenbal 1984 |
| Premier Mongolii                                                 | - 1974 Dżambyn Batmönch 1984 |
| Prezydent Mozambiku                                              | - 1975 Samora Machel 1986 |
| Sekretarz generalny NATO                                         | - 1971 Joseph Luns (Holandia) 1984 |
| Prezydent Nauru                                                  | - 1968 Hammer DeRoburt 1976 - 1976 Bernard Dowiyogo 1978                                                                                      |
| Król Nepalu                                                      | - 1972 Birendra 2001 |
| Premier Nepalu                                                   | - 1975 Tulsi Giri 1977 |
| Prezydent Niemiec                                                | - 1974 Walter Scheel 1979 |
| Kanclerz Niemiec                                                 | - 1974 Helmut Schmidt 1982 |
| Prezydent Nigru                                                  | - 1974 Seyni Kountché 1987 |
| Prezydent Nigerii                                                | - 1975 Murtala Mohammed 1976 - 1976 Olusẹgun Ọbasanjọ 1979                                                                                    |
| Prezydent Nikaragui                                              | - 1974 Anastasio Somoza Debayle 1979 |
| Król Norwegii                                                    | - 1957 Olaf V 1991 |
| Premier Norwegii                                                 | - 1973 Trygve Bratteli 1976 - 1976 Odvar Nordli 1981                                                                                          |
| Premier Nowej Zelandii                                           | - 1975 Robert Muldoon 1984 |
| Przewodniczący Rady Państwa NRD                                  | - 1973 Willi Stoph 1976 - 1976 Erich Honecker 1989                                                                                            |
| Premier NRD                                                      | - 1973 Horst Sindermann 1976 - 1976 Willi Stoph 1989                                                                                          |
| Sułtan Omanu                                                     | - 1970 Kabus ibn Sa’id 2020 |
| Sekretarz generalny ONZ                                          | - 1972 Kurt Waldheim (Austria) 1981 |
| Prezydent Pakistanu                                              | - 1973 Fazal Ilahi Chaudhry 1978 |
| Premier Pakistanu                                                | - 1973 Zulfikar Ali Bhutto 1977 |
| Prezydent Panamy                                                 | - 1969 Demetrio Lakas Bahas 1978 |
| Wojskowy przywódca Panamy                                        | - 1968 Omar Torrijos 1981 |
| Papież                                                           | - 1963 Paweł VI 1978 |
| Premier Papui-Nowej Gwinei                                       | - 1975 Michael Somare 1980 |
| Prezydent Paragwaju                                              | - 1954 gen. Alfredo Stroessner 1989 |
| Prezydent Peru                                                   | - 1975 Francisco Morales Bermudez Cerruti 1980                                                                                                |
| Premier Peru                                                     | - 1975 Óscar Vargas Prieto 1976 - 1976 Jorge Maldonado 1976 - 1976 Guillermo Arbulú 1978                                                      |
| Prezydent Południowej Afryki                                     | - 1975 Nicolaas Diederichs 1978 |
| Premier Południowej Afryki                                       | - 1966 Balthazar Vorster 1978 |
| Prezydent Portugalii                                             | - 1974 Francisco da Costa Gomes 1976 - 1976 António Ramalho Eanes 1986                                                                        |
| Premier Portugalii                                               | - 1975 José Baptista Pinheiro de Azevedo 1976 - 1976 Vasco de Almeida e Costa 1976 - 1976 Mário Soares 1978                                   |
| Sekretarz generalny Rady Europy                                  | - 1974 Georg Kahn-Ackermann (RFN) 1979 |
| Prezydent Republiki Środkowoafrykańskiej                         | - 1966 Jean-Bédel Bokassa 1976 |
| Cesarz Cesarstwa Środkowoafrykańskiego                           | - 1976 Bokassa I 1979 |
| Premier Republiki Środkowoafrykańskiej                           | - 1975 Elisabeth Domitien 1976 - 1976 Ange-Félix Patassé 1978                                                                                 |
| Premier Cesarstwa Środkowoafrykańskiego                          | - 1976 Ange-Félix Patassé 1978 |
| Prezydent Republiki Zielonego Przylądka                          | - 1975 Aristides Pereira 1991 |
| Premier Republiki Zielonego Przylądka                            | - 1975 Pedro Pires 1991 |
| Prezydent Rodezji                                                | - 1975 Henry Everard (p.o.) 1976 - 1976 John Wrathall 1978                                                                                    |
| Premier Rodezji                                                  | - 1965 Ian Smith 1979 |
| Prezydent Rumunii                                                | - 1967 Nicolae Ceaușescu 1989 |
| Premier Rumunii                                                  | - 1974 Manea Mănescu 1979 |
| Prezydent Rwandy                                                 | - 1973 Juvénal Habyarimana 1994 |
| Prezydent Salwadoru                                              | - 1972 Arturo Armando Molina 1977 |
| O le Ao o le Malo Samoa                                          | - 1962 Malietoa Tanumafili II 2007 |
| Premier Samoa                                                    | - 1975 Tupua Tamasese Lealofi IV (p.o.) 1976 - 1976 Tupua Tamasese Tupuola Tufuga Efi 1982                                                    |
| Kapitanowie regenci San Marino                                   | - 1975 Giovanni Vito Marcucci Giuseppe Della Balda 1976 - 1976 Clelio Galassi Marino Venturini 1976 - 1976 Primo Bugli Virgilio Cardelli 1977 |
| Sekretarz Stanu do spraw Politycznych i Zagranicznych San Marino | - 1976 Giancarlo Ghironzi 1978 |
| Prezydent Senegalu                                               | - 1960 Léopold Sédar Senghor 1980 |
| Premier Senegalu                                                 | - 1970 Abdou Diouf 1980 |
| Prezydent Seszeli                                                | - 1976 James Mancham 1977 |
| Prezydent Sierra Leone                                           | - 1971 Siaka Stevens 1985 |
| Prezydent Singapuru                                              | - 1971 Benjamin Sheares 1981 |
| Premier Singapuru                                                | - 1965 Lee Kuan Yew 1990 |
| Prezydent Somalii                                                | - 1969 Mohammed Siad Barre 1991 |
| Premier Somalii                                                  | - 1970 urząd zniesiony 1987 |
| Prezydent Sri Lanki                                              | - 1972 William Gopallawa 1978 |
| Premier Sri Lanki                                                | - 1970 Sirimavo Bandaranaike 1977 |
| Król Suazi                                                       | - 1968 Sobhuza II 1982 |
| Premier Suazi                                                    | - 1967 Makhosini Dlamini 1976 - 1976 Maphevu Dlamini 1979                                                                                     |
| Prezydent Sudanu                                                 | - 1969 Dżafar Muhammad an-Numajri 1985 |
| Premier Sudanu                                                   | - 1969 Dżafar Muhammad an-Numajri 1976 - 1976 Raszid Bakr 1977                                                                                |
| Prezydent Surinamu                                               | - 1975 Johan Ferrier 1980 |
| Prezydent Syrii                                                  | - 1971 Hafiz al-Asad 2000 |
| Premier Syrii                                                    | - 1972 Mahmud al-Ajjubi 1976 - 1976 Abd ar-Rahman Chulajfawi 1978                                                                             |
| Prezydent Szwajcarii                                             | - 1976 Rudolf Gnägi 1976 |
| Król Szwecji                                                     | - 1973 Karol XVI Gustaw |
| Premier Szwecji                                                  | - 1969 Olof Palme 1976 - 1976 Thorbjörn Fälldin 1978                                                                                          |
| Król Tajlandii                                                   | - 1946 Bhumibol Adulyadej 2016 |
| Premier Tajlandii                                                | - 1975 Kukrit Pramoj 1976 - 1976 Seni Pramoj 1976 - 1976 Thanin Kraivichien 1977                                                              |
| Prezydent Tajwanu                                                | - 1975 Yen Chia-kan 1978 |
| Prezydent Tanzanii                                               | - 1964 Julius Nyerere 1985 |
| Premier Tanzanii                                                 | - 1972 Rashidi Kawawa 1977 |
| Prezydent Togo                                                   | - 1967 Gnassingbé Eyadéma 2005 |
| Premier Togo                                                     | - 1961 urząd zniesiony 1991 |
| Król Tonga                                                       | - 1965 Taufaʻahau Tupou IV 2006 |
| Premier Tonga                                                    | - 1965 Sione Ngū Manumataongo Uelingatoni 1991                                                                                                |
| Prezydent Trynidadu i Tobago                                     | - 1976 Ellis Clarke 1987 |
| Premier Trynidadu i Tobago                                       | - 1962 Eric Williams 1981 |
| Prezydent Tunezji                                                | - 1957 Habib Burgiba 1987 |
| Premier Tunezji                                                  | - 1970 Al-Hadi Nuwajra 1980 |
| Prezydent Turcji                                                 | - 1973 Fahri Korutürk 1980 |
| Premier Turcji                                                   | - 1975 Süleyman Demirel 1977 |
| Prezydent Ugandy                                                 | - 1971 Idi Amin 1979 |
| Premier Ugandy                                                   | - 1966 urząd zniesiony 1980 |
| Prezydent Urugwaju                                               | - 1972 Juan María Bordaberry 1976 - 1976 Alberto Demicheli (p.o.) 1976 - 1976 Aparicio Méndez 1981                                            |
| Prezydent USA                                                    | - 1974 Gerald Ford 1977 |
| Prezydent Wenezueli                                              | - 1974 Carlos Andrés Pérez 1979 |
| Prezydent Węgier                                                 | - 1967 Pál Losonczi 1987 |
| Premier Węgier                                                   | - 1975 György Lázár 1987 |
| Monarcha Wielkiej Brytanii                                       | - 1952 Elżbieta II 2022 |
| Premier Wielkiej Brytanii                                        | - 1974 Harold Wilson 1976 - 1976 James Callaghan 1979                                                                                         |
| Prezydent Wietnamu                                               | - 1976 Tôn Đức Thắng 1980 |
| Premier Wietnamu                                                 | - 1976 Phạm Văn Đồng 1987 |
| Prezydent Wietnamu Północnego                                    | - 1969 Tôn Đức Thắng 1976 |
| Premier Wietnamu Północnego                                      | - 1955 Phạm Văn Đồng 1976 |
| Prezydent Wietnamu Południowego                                  | - 1975 Huỳnh Tấn Phát 1976 |
| Premier Wietnamu Południowego                                    | - 1975 Nguyễn Hữu Thọ 1976 |
| Prezydent Włoch                                                  | - 1971 Giovanni Leone 1978 |
| Premier Włoch                                                    | - 1974 Aldo Moro 1976 - 1976 Giulio Andreotti 1979                                                                                            |
| Prezydent WKS                                                    | - 1960 Félix Houphouët-Boigny 1993 |
| Premier WKS                                                      | - 1960 urząd zniesiony 1990 |
| Prezydent Wysp Świętego Tomasza i Książęcej                      | - 1975 Manuel Pinto da Costa 1991 |
| Prezydent Zambii                                                 | - 1964 Kenneth Kaunda 1991 |
| Prezydent Zairu                                                  | - 1971 Mobutu Sese Seko 1997 |
| Prezydent ZEA                                                    | - 1971 Zajid ibn Sultan Al Nahajjan 2004 |
| Premier ZEA                                                      | - 1971 Maktum ibn Raszid al-Maktum 1979 |
| Przywódca ZSRR                                                   | - 1964 Leonid Breżniew 1982 |
| Premier ZSRR                                                     | - 1964 Aleksiej Kosygin 1980 |

Rok 1976 / MCMLXXVI
stulecia: XIX wiek ~
XX wiek ~
XXI wiek

dziesięciolecia:
1940–1949 •
1950–1959 •
1960–1969 •
1970–1979
• 1980–1989
• 1990–1999
• 2000–2009

lata: 1966 «
1971 «
1972 «
1973 «
1974 «
1975 «
1976
» 1977
» 1978
» 1979
» 1980
» 1981
» 1986

## Rok 1976 ogłoszono
- w Polsce Rokiem Bibliotek i Czytelnictwa
- Rokiem Świętym Jakubowym

## Wydarzenia w Polsce
- 2 stycznia – rozpoczął nadawanie Program IV Polskiego Radia.
- 7 stycznia – administrator apostolski archidiecezji w Białymstoku, ksiądz biskup Henryk Gulbinowicz, mianowany przez papieża Pawła VI metropolitą wrocławskim.
- 17 stycznia – Pierwszym dniem wolności Leona Kruczkowskiego zainaugurował działalność nowo otwarty Teatr na Woli pod dyrekcją Tadeusza Łomnickiego.
- 31 stycznia – utworzono przedsiębiorstwo armatorskie Polska Żegluga Bałtycka.
- 1 lutego – 18 osób zginęło w wyniku wybuchu gazu w budynku mieszkalnym w Gdańsku.
- 2 lutego – premiera filmu Skazany.
- 6 lutego – wydano rozporządzenie o możliwości zakładania tzw. „firm polonijnych”.
- 8 lutego – podczas odbywających się w Warszawie Halowych Mistrzostw Polski Seniorów w Lekkoatletyce, Grażyna Rabsztyn ustanowiła wynikiem 7,99 s rekord świata w biegu na 60 m przez płotki. Dokładnie 3 lata później, podczas Halowych Mistrzostw Polski w Zabrzu, poprawiła rekordowy rezultat na 7,86 s.
- 10 lutego – Sejm przyjął, przy jednym głosie wstrzymującym się (Stanisław Stomma), poprawki do konstytucji PRL. Wprowadzono zapis o przewodniej roli w państwie PZPR i jego sojuszu z ZSRR.
- 12 lutego – list Konferencji Episkopatu Polski na ręce Henryka Jabłońskiego w sprawie ustawy o zmianie Konstytucji: „zmiany nie mogą jedynie zawierać faktów, które nie zawsze były zgodne z interesem i aprobatą całego Narodu”.
- 22 lutego – przy Komendzie Stołecznej Milicji Obywatelskiej utworzono pierwszy w kraju oddział antyterrorystyczny.
- 27 lutego – Henryk Jabłoński przewodniczącym FJN, po rezygnacji z tej funkcji oraz z mandatu poselskiego prof. Janusza Groszkowskiego.
- 6 marca – otwarto muzeum Karola Szymanowskiego w willi „Atma” w Zakopanem.
- 9 marca – premiera filmu Kazimierz Wielki.
- 15 marca – minister komunikacji wydał zarządzenie wprowadzające nowy wzór tablic rejestracyjnych[1].
- 20 marca – w Stoczni Gdańskiej zwodowano pierwszy zbudowany w Polsce kontenerowiec.
- 21 marca – przeprowadzono wybory do Sejmu i rad narodowych. Podano, że frekwencja przekroczyła 98%.
- 24 marca – Polska przegrała z Argentyną 1:2 w towarzyskim meczu rozegranym na Stadionie Śląskim.
- 25 marca – Henryk Jabłoński został mianowany przewodniczącym Rady Państwa.
- 27 marca – powołano drugi rząd Piotra Jaroszewicza.
- 28 marca – Krystyna Chojnowska-Liskiewicz wystartowała z Las Palmas na pokładzie jachtu „Mazurek” w samotny rejs dookoła świata.
- 2 kwietnia – kopalnia soli w Wieliczce została wpisana do rejestru zabytków.
- 8 kwietnia – Jerzy Pawłowski, mistrz olimpijski w szabli, został skazany na 25 lat pozbawienia wolności za szpiegostwo.
- 1 maja – przy skwerze Tadeusza Kościuszki w Gdyni ORP „Błyskawica” przejął obowiązki okrętu-muzeum od ORP „Burza”.
- 11 maja – Grand Prix pośmiertnie dla Konrada Swinarskiego za „Wyzwolenie” na XVI Kaliskich Spotkaniach Teatralnych.
- 24 maja – premiera filmu Con amore w reżyserii Jana Batorego.
- 29 maja – „Umarła klasa” Tadeusza Kantora otrzymała nagrodę honorową na XVII Festiwalu Sztuk Współczesnych.
- 8 czerwca – Bronisława Ludwichowska ustanowiła rekord Polski w biegu na 1500 m wynikiem 4:12,2 s.
- 9 czerwca – drugi pożar kościoła pw. św. Elżbiety we Wrocławiu (poprzedni miał miejsce rok wcześniej).
- 11 czerwca – w wyniku zatrucia się siarkowodorem w nowej przepompowni ścieków na Osowej Górze w Bydgoszczy śmierć poniosło siedem osób. Dodatkowo, wiele osób hospitalizowano. W efekcie zatrucia wielu z nich już nigdy nie powróciło do pełnej sprawności.
- 19 czerwca – otwarto kąpielisko Fala w Łodzi.
- 19–24 czerwca – w Warszawie odbyło się I Europejskie Zgromadzenie Młodzieży i Studentów.
- 22 czerwca – sekretarz skarbu USA, William E. Simon, stwierdził, że udzielanie kredytów jest wyrazem poparcia dla współpracy ekonomicznej z PRL.
- 23 czerwca – oddano do użytku Radiowo-Telewizyjne Centrum Nadawcze w Mysłowicach (RTCN Mysłowice).
- 24 czerwca – czerwiec 1976: rząd w Sejmie przedstawił projekt podwyżki cen m.in.: mięsa o 69%, drobiu o 30%, masła, serów o 50%, cukru o 100%. Zapowiedziana przez premiera Piotra Jaroszewicza podwyżka cen żywności wywołała protesty robotnicze, znane jako Czerwiec ’76.
- 25 czerwca:
  - czerwiec 1976: wybuchły strajki w Radomiu (zobacz: wydarzenia radomskie), Ursusie i Płocku. Strajki na mniejszą skalę miały miejsce w Łodzi, Starachowicach, Grudziądzu i Nowym Targu. Strajki zostały spacyfikowane przez milicję.
  - premiera filmu obyczajowego Wielki układ w reżyserii Andrzeja Jerzego Piotrowskiego.
  - w Bydgoszczy, sprinter Zenon Licznerski ustanowił rekord Polski w biegu na 100 m wynikiem 10,22 s.
- 26 czerwca:
  - 7 górników zginęło w pożarze w KWK „Miechowice” w Bytomiu.
  - w Bydgoszczy, płotkarz Jerzy Hewelt ustanowił rekord Polski w biegu na 400 m ppł. wynikiem 49,69 s.
- 28 czerwca – opuszczono banderę na okręcie muzeum niszczycielu ORP „Burza”.
- 30 czerwca:
  - czerwiec 1976: wiece, na których potępiono „warchołów” i poparto Edwarda Gierka.
  - rozwiązał się zespół Niebiesko-Czarni.
- 1 lipca – zmniejszono liczbę gmin (w województwach: białostockim, ciechanowskim, elbląskim, kieleckim, słupskim, suwalskim, tarnowskim):
  - Zniesiono gminy: Babiki, Zaścianki, Gralewo, Joniec, Niechłonin, Niedzbórz, Syberia, Kołaczkowice, Odrowąż, Ruda Maleniecka, Skarżysko Kościelne, Smyków, Stępocice, Suków, Bruskowo Wielkie, Budowo, Duninowo, Łebień, Łupawa, Objazda, Żabno, Berżniki, Różyńsk, Rutka-Tartak, Sokółki, Stary Folwark, Wiśniowo Ełckie, Bogucice, Łęg Tarnowski, Szczepanów[2].
  - Złączono gminy: Chraboły i Bielsk Podlaski w gminę Bielsk Podlaski, Rudka i Brańsk w gminę Brańsk, Szymki i Michałowo w gminę Michałowo, Uzdowo i Działdowo w gminę Działdowo, Drewnica i Stegna w gminę Stegna, Komorowo Żuławskie i Elbląg w gminę Elbląg, Korzeniewo i Kwidzyn w gminę Kwidzyn, Marzęcino i Nowy Dwór Gdański w gminę Nowy Dwór Gdański, Szropy i Stary Targ w gminę Stary Targ, Wandowo i Gardeja w gminę Gardeja, Brzezie i Pawłów w gminę Pawłów, Gacki i Pińczów w gminę Pińczów, Niekłań Wielki i Stąporków w gminę Stąporków, Oksa i Nagłowice w gminę Nagłowice-Oksa, Pałecznica i Racławice w gminę Racławice-Pałecznica, Słupia (Konecka) i Łopuszno w gminę Łopuszno, Szewna i Bodzechów w gminę Bodzechów, Wielgus i Kazimierza Wielka w gminę Kazimierza Wielka, Chrząstowo i Człuchów w gminę Człuchów, Pobłocie i Główczyce w gminę Główczyce, Węgielsztyn i Węgorzewo w gminę Węgorzewo, Grabowo i Gołdap w gminę Gołdap, Brzeźnica i Dębica w gminę Dębica, Iwkowa i Czchów w gminę Czchów, Lipnica Murowana i Nowy Wiśnicz w gminę Nowy Wiśnicz-Lipnica, Mędrzechów i Szczucin w gminę Szczucin, Otfinów i Żabno w gminę Żabno, Zabawa i Radłów w gminę Radłów[2].
  - Utworzono gminę Ustka[2].
- 2 lipca – zmniejszono liczbę gmin (województwach: bielskim, gdańskim, kaliskim, miejskim krakowskim, krośnieńskim, łomżyńskim, miejskim łódzkim, ostrołęckim, rzeszowskim, szczecińskim, wałbrzyskim, włocławskim i zamojskim): 
  - Zniesiono gminy: Łękawica, Kielno, Suchy Dąb, Dobrzec, Niegardów, Wierzbno, Brzyska, Grabownica Starzeńska, Jaśliska, Osiek Jasielski, Białaszewo, Gać, Przytuły, Rogienice Wielkie, Szczepankowo, Brzóza Królewska, Mrowla, Krzywin, Pęzino, Swobnica, Tanowo, Trzebież, Bożków, Domaszków, Lubnów, Chrostkowo, Raciążek, Biszcza, Tarnawatka, Tereszpol, Wysokie (Zamojskie), Zawada[3].
  - Złączono gminy: Gilowice i Ślemień w gminę Gilowice-Ślemień, Opalenie i Gniew w gminę Gniew, Sianowo i Kartuzy w gminę Kartuzy, Dziemiany i Lipusz w gminę Dziemiany-Lipusz, Bobowo i Starogard Gdański w gminę Starogard Gdański, Liniewo i Nowa Karczma w gminę Nowa Karczma, Bełda i Rajgród w gminę Rajgród, Lachowo i Kolno w gminę Kolno, Ksawerów i Pabianice w gminę Pabianice, Czarnia i Myszyniec w gminę Myszyniec, Zaręby i Chorzele w gminę Chorzele, Albigowa, Kosina i Łańcut w gminę Łańcut, Giedlarowa i Leżajsk w gminę Leżajsk, Racławówka i Boguchwała w gminę Boguchwała, Rakszawa i Żołynia w gminę Żołynia, Wola Żarczycka i Nowa Sarzyna w gminę Nowa Sarzyna, Błotno i Nowogard w gminę Nowogard, Dębice i Maszewo w gminę Maszewo, Kolin i Dolice w gminę Dolice, Kołczewo i Wolin w gminę Wolin, Lubczyna i Goleniów w gminę Goleniów, Kłodzko i Żelazno w gminę Kłodzko, Radków i Ścinawka Średnia w gminę Radków, Świdnica i Lutomia w gminę Świdnica, Obsza i Łukowa w gminę Łukowa[3].
  - Utworzono gminy: Koniusza oraz Police[3].
- 17 lipca:
  - pierwszy proces „ursuski” w Sądzie Najwyższym przy drzwiach zamkniętych.
  - nieformalne zawiązanie KOR.
- 20 lipca – wyroki w procesie „ursuskim” od 3 do 5 lat i w procesie „radomskim” od 3 do 10 lat.
- 28 lipca – Bronisław Malinowski ustanowił rekord Polski w biegu na 3000 m z przeszkodami wynikiem 8:09,1 s.
- 29 lipca – Irena Szewińska ustanowiła rekord świata w biegu na 400 m wynikiem 49,28 s.

- 16 sierpnia – wprowadzono reglamentację cukru.

- 2 września – Telewizja Polska wyemitowała premierowy odcinek serialu Szaleństwo Majki Skowron.

- 6 września – premiera filmu Smuga cienia.
- 9 września – apel biskupów do władz, aby zaniechano wszelkich represji wobec robotników i do społeczeństwa, aby przyczyniało się do poprawy trudnej sytuacji ekonomicznej kraju.
- 10 września – premiera filmu Motylem jestem, czyli romans 40-latka.
- 12 września – zapowiedź słabych plonów podczas centralnych dożynek w Płocku.
- 15 września – odbył się mecz Stal Mielec – Real Madryt zakończony wynikiem 1:2.
- 23 września – w Warszawie założono Komitet Obrony Robotników (KOR) będący reakcją na represje, które spotkały uczestników czerwcowych protestów robotniczych, szczególnie w Radomiu i Ursusie.
- 27 września – Sąd Najwyższy zmniejszył wyrok Sądu Wojewódzkiego wobec 7 oskarżonych o udział w strajkach w Ursusie do kary 1 roku pozbawienia wolności w zawieszeniu.
- 29 września:
  - wyszedł pierwszy numer Komunikatu KOR.
  - powołano Centrum Badań Kosmicznych PAN.
- 7 października – grupa ABBA przybyła jedyny raz do Polski na nagranie występu dla programu telewizyjnego Studio 2.
- 8 października – oddano do użytku trasę Warszawa – Katowice – tzw. Gierkówkę.
- 15 października – prezydent Valéry Giscard d’Estaing przybył z wizytą prywatną.
- 16 października – w Krakowie odsłonięto zrekonstruowany Pomnik Grunwaldzki na placu Matejki, zniszczony przez hitlerowców.
- 18 października – odbyła się premiera polskiej komedii filmowej Brunet wieczorową porą w reżyserii Stanisława Barei.
- 30 października – w gdyńskiej stoczni uruchomiono drugi suchy dok.
- 3 listopada – katastrofa kolejowa na stacji Julianka koło Częstochowy: śmierć poniosło 25 osób, 60 zostało rannych.
- 8 listopada – w FSO na Żeraniu wyprodukowano milionowy samochód.
- 13 listopada – Studio 2: wyemitowano recital szwedzkiego zespołu ABBA, który był pierwszym tej rangi wydarzeniem w polskiej telewizji rozrywkowej.
- 18 listopada – w Krakowie odbyła się premiera „Pacjentów” według „Mistrza i Małgorzaty” Michaiła Bułhakowa w Teatrze STU.
- 22 listopada – premiera filmu kryminalnego Przepraszam, czy tu biją? w reżyserii Marka Piwowskiego.
- 25 listopada – Telewizja Polska wyemitowała premierowy odcinek serialu 07 zgłoś się.
- 28 listopada – apel 28 profesorów do Sejmu w sprawie zbadania przebiegu strajków i metod represji wobec robotników i członków KOR.
- 1 grudnia – plenum KC PZPR; podstawowe zadanie: poprawa zaopatrzenia rynku przez zwiększenie produkcji, import zbóż, pasz, mięsa i tłuszczów za 1,5 mld dolarów i dostawy 1 mln ton zbóż z ZSRR.
- 2 grudnia – Sejm zwiększył liczbę wicepremierów do 10.
- 6 grudnia – premiera filmu Blizna.
- 7 grudnia – Polska otrzymała z RFN kredyt długoletni w wysokości 650 mln marek.
- 11 grudnia – premiera 1. odcinka serialu Daleko od szosy.
- 21 grudnia – premiera filmu Inna.
- 23 grudnia – Eksplozja w zakładach chemicznych w Brzegu Dolnym.
- 25 grudnia – zabójstwo we wsi Zrębin-jedna z głośniejszych zbrodni kryminalnych z okresu PRL-u.
- 30 grudnia – w hucie „Katowice” oddano do eksploatacji wielki piec nr 1.

## Wydarzenia na świecie
- 1 stycznia:
  - Luksemburg objął prezydencję w Radzie Unii Europejskiej.
  - W katastrofie Boeinga 720-023B w Al-Kajsuma zginęło 81 osób.
- 3 stycznia – w katastrofie samolotu Tu-124 w Moskwie zginęło 61 osób.
- 5 stycznia – Kambodża została przemianowana przez Czerwonych Khmerów na Kampuczę.
- 8 stycznia – na spotkaniu w Kingston na Jamajce przyjęto reformę międzynarodowego systemu monetarnego (tzw. demoneteryzacja złota).
- 9 stycznia:
  - libańska wojna domowa: oddziały muzułmańskie rozpoczęły oblężenie chrześcijańskiego miasta Damur, zakończone 20 stycznia masakrą kilkuset mieszkańców.
  - założono Uniwersytet w Maastricht (Holandia).
  - Dorota z Mątowów została beatyfikowana przez papieża Pawła VI.
- 11 stycznia – w bezkrwawym wojskowym zamachu stanu został obalony prezydent Ekwadoru Guillermo Rodríguez Lara; władzę w kraju przejęła junta z admirałem Alfredo Povedą na czele.
- 12 stycznia – Rada Bezpieczeństwa ONZ po raz pierwszy zezwoliła na uczestnictwo przedstawiciela OWP w jej obradach, bez prawa głosowania.
- 14 stycznia – John Wrathall został prezydentem Rodezji (późniejsze Zimbabwe).
- 18 stycznia – libańska wojna domowa: chrześcijańskie milicje dokonały masakry 1000–1500 osób w palestyńskich obozach dla uchodźców w północnym Bejrucie.
- 20 stycznia:
  - odbyły się dwa pierwsze komercyjne rejsy samolotów Concorde: z Londynu i z Paryża.
  - libańska wojna domowa: oddziały muzułmańskie dokonały masakry kilkuset mieszkańców chrześcijańskiego miasta Damur.
- 21 stycznia – odbyły się dwa pierwsze komercyjne rejsy samolotów Concorde: z Londynu do Bahrajnu i z Paryża do Rio de Janeiro.
- 26 stycznia – premiera filmu Nakarmić kruki.
- 30 stycznia – George H.W. Bush, przyszły prezydent USA, został dyrektorem CIA.
- 1 lutego – stacja ABC rozpoczęła emisję serialu Pogoda dla bogaczy.
- 3 lutego – stolica Mozambiku została przemianowana z Lourenço Marques na Maputo.
- 4 lutego:
  - w trzęsieniu ziemi w Gwatemali i Hondurasie zginęło ok. 23 tys. osób.
  - w mieście Loyada w Dżibuti został odbity przez żołnierzy francuskiej Legii Cudzoziemskiej porwany dzień wcześniej przez terrorystów somalijskich autobus z kierowcą, opiekunką i 31 dziećmi. W wyniku akcji 1 dziecko zostało zabite przez terrorystę, 5 zostało rannych (1 zmarło kilka dni później), ranni zostali również opiekunka i kierowca oraz zabito 7 porywaczy. Jedno z dzieci zostało uprowadzone za pobliską granicę do Somalii i zwrócono je po negocjacjach.
- 4–15 lutego – w Innsbrucku odbyły się XII Zimowe Igrzyska Olimpijskie.
- 8 lutego – premiera filmu Taksówkarz.
- 13 lutego – zginął w zamachu wojskowy przywódca Nigerii gen. Murtala Mohammed. Jego miejsce zajął gen. Olusẹgun Ọbasanjọ.
- 15 lutego:
  - rozpoczęto produkcję radzieckiego samochodu ciężarowego KAMAZ.
  - na Kubie odbyło się referendum ludowe w sprawie zaaprobowania nowej konstytucji.
- 24 lutego – została uchwalona konstytucja Kuby.
- 25 lutego – Kometa Westa minęła peryhelium.
- 26 lutego – Hiszpania przekazała formalnie kontrolę nad Saharą Zachodnią Maroku i Mauretanii.
- 27 lutego – Sahara Zachodnia ogłosiła niepodległość (od Hiszpanii).
- 6 marca – Armenia: 127 osób zginęło w katastrofie należącego do Aerofłotu Iła-18.
- 9 marca – Cavalese, Włochy: 42 osoby zginęły, a jedna została ranna w katastrofie kolejki górskiej.
- 12 marca – premiera filmu animowanego Dwanaście prac Asteriksa.
- 14 marca – Egipt wypowiedział traktat o przyjaźni i współpracy z ZSRR z 1971 roku.
- 16 marca – brytyjski premier Harold Wilson ogłosił rezygnację ze stanowiska.
- 17 marca – w Bolonii we Włoszech rozpoczął się 18 festiwal piosenki dziecięcej Zecchino d’Oro. Potrwał do 19 marca. Impreza po raz pierwszy miała charakter międzynarodowy.
- 24 marca – brudna wojna: doszło do zamachu stanu w Argentynie, w wyniku którego władze przejęła prawicowa junta wojskowa gen. Jorge Videli.
- 26 marca – powstała Partia Europejskich Liberałów, Demokratów i Reformatorów (ELDR).
- 27 marca:
  - ostatnie wojska RPA wycofały się z Angoli.
  - uruchomiono metro w Waszyngtonie.
  - Michel Platini zadebiutował w piłkarskiej reprezentacji Francji, strzelając bramkę w zremisowanym 2:2 meczu z Czechosłowacją.
- 29 marca – odbyła się 48. ceremonia wręczenia Oscarów.
- 30 marca – pierwszy koncert Sex Pistols w londyńskim The 100 Club.
- 31 marca – otwarto Port lotniczy Manaus w brazylijskim stanie Amazonas.
- 1 kwietnia:
  - założono przedsiębiorstwo komputerowe Apple Inc.
  - radio BBC w ramach żartu na prima aprilis poinformowało o mającym tego dnia wystąpić jowiszowo-plutonowym efekcie grawitacyjnym redukującym ziemskie ciążenie. W telefonach do stacji wystąpienie tego zjawiska potwierdziły setki słuchaczy.
- 2 kwietnia – uchwalono nową konstytucję Portugalii.
- 3 kwietnia – w Hadze odbył się 21. Konkurs Piosenki Eurowizji.
- 4 kwietnia:
  - były król Kambodży Norodom Sihanouk został usunięty przez Czerwonych Khmerów z funkcji formalnej głowy państwa.
  - w Clinton Township w amerykańskim stanie Michigan założono Instytut Kroniki, gdzie w celu późniejszego ożywienia przechowywane są w ciekłym azocie ciała ludzkie i zwierzęce oraz próbki ludzkiego i zwierzęcego DNA.
  - premiera filmu Wszyscy ludzie prezydenta.
- 5 kwietnia – James Callaghan został premierem Wielkiej Brytanii.
- 13 kwietnia – w wyniku eksplozji w fabryce amunicji w Lapua w Finlandii zginęło 40 osób.
- 21 kwietnia – Ziaur Rahman został prezydentem Bangladeszu.
- 23 kwietnia – w Berlinie uroczyście otwarto Pałac Republiki, siedzibę parlamentu wschodnioniemieckiego.
- 26 kwietnia – powstała Europejska Partia Ludowa.
- 27 kwietnia – Na lotnisku na wyspie Saint Thomas (Wyspy Dziewicze Stanów Zjednoczonych) rozbił się podczas lądowania należący do American Airlines Boeing 727-23 lecący z Warwick w stanie Rhode Island (z międzylądowaniem w Nowym Jorku), w wyniku czego zginęło 37, a rannych zostało 38 spośród 88 osób na pokładzie. Ranna została również jedna osoba na ziemi.
- 5 maja – założono Front Narodowego Wyzwolenia Korsyki (FLNC).
- 6 maja – Włochy: 989 osób zginęło w trzęsieniu ziemi w regionie Friuli.
- 9 maja – reprezentantka NRD Angela Voigt ustanowiła w Dreźnie rekord świata w skoku w dal (6,92 m).
- 13 maja – Pol Pot został premierem Kambodży.
- 15 maja – 52 osoby zginęły w katastrofie samolotu An-24 na Ukrainie.
- 21 maja – założono Uniwersytet w Kragujevacu w Serbii.
- 25 maja:
  - terroryści z Ludowego Frontu Wyzwolenia Palestyny zdetonowali bombę podłożoną na lotnisku międzynarodowym w Lod. Zginęły 2 osoby, a 9 zostało rannych.
  - premiera filmu Lokator w reżyserii Romana Polańskiego.
- 28 maja – film Taksówkarz w reżyserii Martina Scorsese zdobył główną nagrodę – Złotą Palmę – na Międzynarodowym Festiwalu Filmowym w Cannes.
- 2 czerwca – ZSRR i Filipiny nawiązały stosunki dyplomatyczne.
- 5 czerwca – doszło do przerwania zapory Teton Dam w Idaho (USA). Katastrofa spowodowała śmierć 11 osób i ogromne straty materialne.
- 6 czerwca – premiera horroru Omen w reżyserii Richarda Donnera.
- 8 czerwca – rozpoczęła się wizyta Edwarda Gierka w RFN.
- 9 czerwca – podczas najazdu Frontu Polisario na stolicę Mauretanii Nawakszut zginął pierwszy prezydent Sahary Zachodniej Al-Wali Mustafa as-Sajjid.
- 11 czerwca – w czasie wizyty Edwarda Gierka podpisano wspólne oświadczenie o rozwoju stosunków między PRL a RFN oraz umowę o współpracy kulturalnej, 5-letnią umowę o współpracy gospodarczej i szereg innych porozumień.
- 16 czerwca:
  - w Soweto w Południowej Afryce doszło do masakry czarnoskórych uczniów protestujących przeciwko nauczaniu w języku afrikaans.
  - w Jugosławii rozpoczął się turniej finałowy V piłkarskich mistrzostw Europy.
- 19 czerwca – odbył się ślub króla Szwecji Karola XVI Gustawa z Niemką Sylwią Sommerlath.
- 20 czerwca – w rozegranym w Belgradzie finale V Mistrzostw Europy w Piłce Nożnej Czechosłowacja, po meczu zakończonym w normalnym czasie i po dogrywce wynikiem 2:2, pokonała w rzutach karnych RFN 5:3.
- 21 czerwca:
  - w Eugene, 17-letnia Amerykanka Chandra Cheeseborough ustanowiła najlepszy na świecie (kategoria do lat 18) wynik w biegu na 100 m – 11,13 s.
  - w Oslo, Norweżka Grete Andersen-Waitz ustanowiła rekord świata w biegu na 3000 m wynikiem 8:45,4 s.
- 22 czerwca:
  - została wystrzelona radziecka stacja orbitalna Salut 5.
  - Kanadyjska Izba Gmin zniosła karę śmierci.
- 24 czerwca – Manila została ponownie stolicą Filipin. Od 1948 roku było nią Quezon City.
- 26 czerwca – otwarto wieżę telewizyjną w Toronto.
- 27 czerwca:
  - ośmiu porywaczy z Organizacji Wyzwolenia Palestyny i terrorystycznej grupy Frakcja Czerwonej Armii porwało francuski samolot linii Air France z 258 osobami na pokładzie (operacja Entebbe).
  - Gen. António Ramalho Eanes wygrał wybory prezydenckie w Portugalii.
- 29 czerwca – Seszele uzyskały niepodległość (od Wielkiej Brytanii).
- 1 lipca:
  - Holandia objęła prezydencję w Radzie Unii Europejskiej.
  - Portugalia zagwarantowała autonomię Maderze.
- 2 lipca:
  - rok po zakończeniu wojny wietnamskiej w wyniku aneksji Republiki Wietnamu przez komunistyczną Demokratyczną Republikę Wietnamu powstała Socjalistyczna Republika Wietnamu.
  - pierwszy oblot samolotu S-3 Viking (wersji US-3A).
- 3/4 lipca – izraelskie służby specjalne przeprowadziły operację Entebbe.
- 6 lipca – epidemia wirusa Ebola w Sudanie. Liczba zakażonych: 284; liczba zgonów: 147.
- 8 lipca – powstała Europejska Partia Ludowa zrzeszająca głównie partie proeuropejskie.
- 10 lipca – katastrofa chemiczna w Seveso pod Mediolanem. W fabryce uwolniony został wysokotoksyczny gaz TCDD (dioksyna), ponad 500 osób zostało poszkodowanych.
- 14 lipca – Jimmy Carter zdobył nominację Partii Demokratycznej na udział w wyborach prezydenckich.
- 17 lipca:
  - królowa Elżbieta II otwarła XXI Letnie Igrzyska Olimpijskie w Montrealu.
  - Indonezja zaanektowała Timor Wschodni.
- 18 lipca – rumuńska gimnastyczka Nadia Comăneci, zdobywczyni pięciu złotych medali olimpijskich, dwukrotna mistrzyni świata, dziewięciokrotna mistrzyni Europy została pierwszą zawodniczką w historii, która podczas zawodów olimpijskich otrzymała maksymalną notę 10 punktów za występ, uzyskując łącznie za 8 konkurencji notę 79,275 punktów.
- 20 lipca – amerykańska sonda Viking 1 wylądowała na Marsie i przekazała na Ziemię obrazy planety oraz przesłała dane pomiarowe.
- 25 lipca:
  - po raz pierwszy sfotografowano Marsjańską Twarz.
  - w Montrealu:
    - Niemka Annegret Richter ustanowiła rekord świata w biegu na 100 m wynikiem 11,01 s.
    - Amerykanin Edwin Moses ustanowił rekord świata w biegu na 400 m ppł. wynikiem 47,64 s.
- 27 lipca – były premier Japonii Kakuei Tanaka został aresztowany pod zarzutem przyjmowania łapówek od amerykańskiego koncernu Lockheed.
- 28 lipca:
  - trzęsienie ziemi w Tangshan w Chinach, pochłonęło prawdopodobnie około 800 tys. ofiar (oficjalne dane mówią o 240-255 tys. zabitych).
  - 76 osób zginęło w katastrofie Iła-18 w Bratysławie.
  - w Montrealu, Szwed Anders Gärderud ustanowił rekord świata w biegu na 3000 m przeszk. wynikiem 8:08,0 s.
- 29 lipca:
  - Giulio Andreotti został drugi raz premierem Włoch.
  - działający w Nowym Jorku seryjny morderca David Berkowitz zastrzelił swoją pierwszą ofiarę.
- 30 lipca – Letnie Igrzyska Olimpijskie w Montrealu: polscy siatkarze pokonali w meczu finałowym ZSRR 3:2 (31 lipca według czasu polskiego).
- 31 lipca:
  - Letnie Igrzyska Olimpijskie w Montrealu: w finale turnieju piłkarskiego Polska przegrała z NRD 1:3.
  - opublikowano w prasie wykonane przez sondę Viking 1 zdjęcia tzw. Marsjańskiej Twarzy.
- Sierpień – epidemia wirusa Ebola w Zairze. Liczba zakażonych: 318; liczba zgonów: 280.
- 1 sierpnia:
  - podczas wyścigu F1 na niemieckim torze Nürburgring Austriak Niki Lauda uległ wypadkowi i został ciężko poparzony w pożarze swego bolidu.
  - Trynidad i Tobago przyjęły nową konstytucję, wprowadzającą ustrój republikański. Pierwszym prezydentem został Ellis Clarke.
- 7 sierpnia – program Viking: sonda Viking 2 weszła na orbitę wokół Marsa.
- 9 sierpnia – została wystrzelona ostatnia sonda księżycowa w ramach radzieckiego Programu Łuna.
- 11 sierpnia – 4 osoby zginęły, a 20 zostało rannych, gdy dwaj palestyńscy terroryści obrzucili granatami i ostrzelali z broni maszynowej pasażerów na stanowisku odpraw izraelskich linii El Al, na lotnisku w Stambule.
- 15 sierpnia – w katastrofie samolotu Vickers Viscount w ekwadorskich Andach zginęło 59 osób.
- 17 sierpnia – trzęsienie ziemi i sejsmiczne fale morskie (tsunami) spowodowały śmierć około 8 tys. ludzi na Filipinach.
- 18 sierpnia:
  - ks. Oskar Brüsewitz dokonał w Halle samospalenia w proteście przeciw komunistycznemu reżimowi w NRD.
  - w Koreańskiej Strefie Zdemilitaryzowanej północnokoreańscy żołnierze zaatakowali 12 żołnierzy amerykańskich, dokonujących wycinki utrudniającego obserwację drzewa, zabijając dwóch z nich.
- 26 sierpnia:
  - Jacques Chirac podał się do dymisji ze stanowiska premiera Francji.
  - w Zairze (obecnie Demokratyczna Republika Kongo) został odkryty wirus Ebola.
- 27 sierpnia – Raymond Barre został premierem Francji.
- 3 września – program Viking: lądownik amerykańskiej sondy Viking 2 pomyślnie osiadł na Marsie.
- 6 września – starszy porucznik Wiktor Iwanowicz Bielenko uciekł myśliwcem MiG-25 do Japonii.
- 9 września – w zderzeniu samolotów An-24 i Jak-40 nad Soczi zginęło 90 osób.
- 10 września – w pobliżu Zagrzebia w Jugosławii zderzyły się dwa samoloty; zginęło 176 osób.
- 15 września – rozpoczęła się załogowa misja kosmiczna Sojuz 22.
- 17 września – z zakładu montażowego w Kalifornii wyjechał pierwszy amerykański wahadłowiec kosmiczny Enterprise.
- 19 września – 154 osoby zginęły w katastrofie tureckiego Boeinga 727 w południowo-zachodniej Turcji.
- 21 września:
  - Seszele zostały członkiem ONZ.
  - w Waszyngtonie chilijski polityk Orlando Letelier został zabity przez tajne służby Augusto Pinocheta.
- 23 września – zakończyła się załogowa misja kosmiczna Sojuz 22.
- 25 września:
  - premiera The Muppet Show.
  - w domu perkusisty Larrego Mullena Juniora założono irlandzki zespół rockowy U2.
- 26 września – mumia faraona Ramzesa II została przewieziona do Paryża w celu konserwacji.
- 3 października – koalicja SPD-FDP wygrała ponownie wybory parlamentarne w RFN.
- 6 października:
  - w Pekinie aresztowano członków tzw. bandy czworga.
  - Barbados: 73 osoby zginęły wskutek zamachu bombowego na samolot DC-8 linii Cubana de Aviación.
  - w Bangkoku co najmniej 46 osób zginęło podczas tłumienia protestów studenckich na uniwersytecie Thammasat. Władzę w kraju przejęła armia.
- 11 października:
  - ukazał się album Arrival grupy ABBA.
  - w Brazylii wyemitowano pierwszy odcinek telenoweli Niewolnica Isaura. 9 lat później serial zyskał ogromną popularność w Polsce.
- 13 października:
  - Boeing 707 boliwijskich linii lotniczych rozbił się w Santa Cruz. Zginęło 100 osób, głównie dzieci.
  - w katastrofie indyjskiego samolotu Sud Aviation Caravelle pod Bombajem zginęło 95 osób.
- 14 października – wystrzelono załogowy statek kosmiczny Sojuz 23.
- 16 października – zakończyła się załogowa misja kosmiczna Sojuz 23. Kapsuła z dwoma kosmonautami wylądowała w czasie burzy śnieżnej na zamarzniętej powierzchni jeziora Tengyz w Kazachstanie i omal nie zatonęła.
- 17 października – zainaugurował działalność Otwarty Uniwersytet Izraela.
- 20 października – Diego Maradona zadebiutował w pierwszej lidze argentyńskiej w barwach Argentinos Juniors.
- 26 października – bantustan Transkei (RPA) uzyskał niepodległość.
- 27 października – premiera filmu Skrzydełko czy nóżka.
- 29 października – Erich Honecker został przewodniczącym Rady Państwa NRD.
- 1 listopada:
  - Willi Stoph został po raz drugi premierem NRD.
  - został wydany singel Money, Money, Money grupy ABBA.
- 2 listopada – Jimmy Carter został wybrany prezydentem USA.
- 3 listopada – premiera filmu Carrie.
- 19 listopada – obywatele Algierii zatwierdzili w referendum nową konstytucję.
- 21 listopada – odbyła się premiera filmu Rocky.
- 23 listopada:
  - francuski nurek Jacques Mayol jako pierwszy zszedł na głębokość poniżej 100 metrów bez aparatu oddechowego.
  - w katastrofie greckiego samolotu pasażerskiego NAMC YS-11 w mieście Kozani zginęło 50 osób.
- 24 listopada – trzęsienie ziemi z epicentrum w rejonie miasta Wan w Turcji zabiło 3840 osób.
- 26 listopada – 72 osoby zginęły w katastrofie samolotu Tu-104B pod Moskwą.
- 27 listopada – premiera filmu Sieć.
- 2 grudnia – Fidel Castro został prezydentem Kuby.
- 3 grudnia:
  - w Kijowie otwarto Most Moskiewski przez Dniepr.
  - nieznani sprawcy ostrzelali z broni maszynowej dom Boba Marleya.
- 4 grudnia – Jean-Bédel Bokassa proklamował Republikę Środkowoafrykańską monarchią i zmienił nazwę kraju na Cesarstwo Środkowoafrykańskie. Dokładnie rok później koronował się na cesarza i przyjął imię Bokassa I.
- 5 grudnia – we Francji założono Zgromadzenie na rzecz Republiki (RPR).
- 7 grudnia – Tuła otrzymała tytuł Miasto-bohater.
- 8 grudnia – zespół The Eagles wydał album Hotel California.
- 15 grudnia – Samoa zostało członkiem ONZ.
- 18 grudnia – na lotnisku w Zurychu dokonano wymiany radzieckiego dysydenta i więźnia politycznego Władimira Bukowskiego na sekretarza generalnego Komunistycznej Partii Chile Luisa Corvalána.
- 22 grudnia – dokonano oblotu samolotu pasażerskiego Ił-86.
- 24 grudnia – Takeo Fukuda został premierem Japonii.
- 25 grudnia – w katastrofie egipskiego Boeinga 707 w Tajlandii zginęły 72 osoby.
- 27 grudnia – Anton Buttigieg został wybrany na prezydenta Malty.
- 28 grudnia – uchwalono nową Konstytucję Albanii.
- 29 grudnia – w mieście Nabierieżnyje Czełny (Tatarstan) otwarto zakłady produkujące samochody ciężarowe KAMAZ.
- 30 grudnia – powstała rumuńsko-francuskie przedsiębiorstwo motoryzacyjne Oltcit.

## Urodzili się
- 1 stycznia:
  - Andrzej Andrzejewski, polski aktor
  - Agnieszka Górska, polska ekonomistka, polityk, poseł na Sejm RP
  - Ikumi Narita, japońska siatkarka
- 2 stycznia – Paz Vega, hiszpańska aktorka
- 3 stycznia – Magdalena Rembacz, polska aktorka
- 4 stycznia – Elena Busso, włoska tenisistka
- 5 stycznia – Magdalena Kacprzak, polska aktorka
- 6 stycznia:
  - Judith Rakers, niemiecka dziennikarka telewizyjna i prezenterka Tagesschau
  - Agnieszka Stelmaszyk, polska pisarka, podróżniczka
  - Agnieszka Zielińska, polska laureatka konkursów piękności, modelka, notariusz
- 7 stycznia – Nic Endo, amerykańska muzyk, producentka muzyczna
- 9 stycznia:
  - Yoanka González, kubańska kolarka torowa
  - Magdalena Kludacz-Alessandri, polska szachistka
  - Anita Sajnóg, polska aktorka, piosenkarka
- 10 stycznia:
  - Tomasz Bagiński, polski rysownik, animator, reżyser
  - Małgorzata Lipmann, polska aktorka
  - Barbara Merta, polska siatkarka
  - Mirosław Suchoń, polski polityk, ekonomista, poseł na Sejm RP
- 11 stycznia – Piotr Borys, polski polityk, wicemarszałek województwa dolnośląskiego, poseł do Parlamentu Europejskiego VII kadencji
- 13 stycznia – Bartosz Karwan, polski piłkarz
- 14 stycznia:
  - Olive Loughnane, irlandzka lekkoatletka, chodziarka
  - Rita Williams, amerykańska koszykarka
- 16 stycznia – Jolanta Borawska, polska lekkoatletka, miotaczka
- 17 stycznia – Aga Zaryan, polska wokalistka jazzowa
- 19 stycznia – Jean-Michel Ménard, kanadyjski curler
- 20 stycznia:
  - Conchita Martínez Granados, hiszpańska tenisistka
  - Marcin Romanowski, polski prawnik, polityk, podsekretarz stanu w Ministerstwie Sprawiedliwości
- 21 stycznia:
  - Emma Bunton, brytyjska piosenkarka
  - Anna Koroza, polska judoczka
- 23 stycznia – Alex Shaffer, amerykańska narciarka alpejska
- 24 stycznia:
  - Karolina Dryzner, polska aktorka
  - Indrė Jakubaitytė, litewska lekkoatletka, oszczepniczka
  - Natalia Niemen, polska piosenkarka
  - Bożena Trzcińska, polska lekkoatletka, skoczkini w dal
  - Maciej Żywno, polski polityk, samorządowiec, wojewoda podlaski
- 25 stycznia:
  - Kerstin Kowalski, niemiecka wioślarka
  - Manja Kowalski, niemiecka wioślarka
  - Jacob Nettey, ghański piłkarz
  - Anita Sokołowska, polska aktorka
  - Laura Vasiliu, rumuńska aktorka
  - Natarsha Williams, australijska kolarka BMX
- 27 stycznia:
  - Ruby Lin, tajwańska aktorka, piosenkarka
  - Karin Roten, szwajcarska narciarka alpejska
- 28 stycznia:
  - Margaretha Sigfridsson, szwedzka curlerka
  - Rafał Trzaskalik, polski gitarzysta
- 29 stycznia:
  - Sabine Schulte, niemiecka lekkoatletka, tyczkarka
  - Sylwia Spurek, polska polityk, europosłanka
- 30 stycznia:
  - Cindy Franssen, flamandzka i belgijska działaczka samorządowa, polityk
  - Pedro Antonio Sánchez, hiszpański samorządowiec, polityk, prezydent Murcji
  - Aleksandra Waliszewska, polska malarka, rysowniczka, ilustratorka
- 31 stycznia – Susana Walker, brazylijska lekkoatletka, tyczkarka
- 1 lutego:
  - Walerij Bukajew (ukr. Валерій Олександрович Букаєв), ukraiński polityk, biznesmen (zm. 2009)
  - Phil Ivey, amerykański pokerzysta
  - Katrín Jakobsdóttir, premier Islandii
  - Ian Midlane, angielski aktor filmowy i telewizyjny
  - Ren Ruiping, chińska lekkoatletka
- 2 lutego – Radomir Nikolić, serbski polityk, burmistrz Kragujevac
- 3 lutego
  - Isla Fisher, australijska aktorka
- 5 lutego:
  - Lidia Czechak, polska prawnik, polityk, posłanka na Sejm RP
  - John Aloisi, australijski piłkarz
  - Nancy Feber, belgijska tenisistka
- 6 lutego – Paweł Orłowski, polski polityk
- 8 lutego:
  - Olimpia Bartosik-Wiśniewska, polska szachistka
  - Anna Mielikian, rosyjska reżyserka
  - Jozef Viskupič, słowacki polityk, przewodniczący kraju trnawskiego
- 10 lutego:
  - Carlos Jiménez, hiszpański koszykarz, trener
  - Magdelín Martínez, włoska lekkoatletka, trójskoczkini pochodzenia kubańskiego
- 11 lutego:
  - Alenka Dovžan, słoweńska narciarka alpejska
  - Alexandra Neldel, niemiecka aktorka
  - Ricardo Pereira, portugalski bramkarz
- 12 lutego:
  - Miroslava Mészárošová, słowacka lekkoatletka, tyczkarka
  - Silvia Saint, czeska aktorka pornograficzna
  - Eszter Szemerédi, węgierska lekkoatletka, tyczkarka
- 13 lutego – Jan Krkoška, czeski samorządowiec, hetman kraju morawsko-śląskiego
- 14 lutego:
  - Anna Budzanowska, polska urzędniczka państwowa, podsekretarz stanu w Ministerstwie Nauki i Szkolnictwa Wyższego
  - Monika Wołowiec, polska skeletonistka
- 15 lutego – Piotr Siniakowicz, polski polityk i samorządowiec, burmistrz Siemiatycz
- 16 lutego:
  - Dragana Golik, jugosłowiańska lekkoatletka, tyczkarka
  - Kyo, wokalista zespołu Dir en grey
- 17 lutego:
  - Kelly Carlson, amerykańska aktorka, modelka
  - Almira Skripczenko, mołdawska szachistka
- 18 lutego – Chanda Rubin, amerykańska tenisistka
- 19 lutego – Agnieszka Ptaszkiewicz, polska lekkoatletka, miotaczka
- 20 lutego:
  - Sophie Evans, węgierska aktorka pornograficzna
  - Adam Rogacki, polski polityk
- 21 lutego:
  - Agnieszka Bodys, polska siatkarka
  - Wiktorija Stiopina, ukraińska lekkoatletka, skoczkini wzwyż
- 22 lutego – Louise Brændstrup, duńska lekkoatletka, tyczkarka
- 23 lutego – Natalia Stawicka, polska koszykarka
- 24 lutego – Adriana Kučerová, słowacka śpiewaczka operowa, sopran
- 29 lutego – Ja Rule, amerykański raper
- 1 marca – Goran Obradović (ser. Горан Обрадовић), serbski piłkarz
- 3 marca:
  - Muhammad al-Manfi, libijski polityk, przewodniczący Rady Prezydenckiej Libii
  - Anna Heiramo, fińska snowboardzistka
  - Karolina Jaroszewska, polska wiolonczelistka
  - Natalia Kukulska, polska piosenkarka, autorka tekstów, producentka muzyczna
  - Alfonso de Nigris, meksykański aktor, model
  - Keit Pentus-Rosimannus, estońska polityk
  - Joos Valgaeren, belgijski piłkarz
  - Justyna Weselak, polska piłkarka ręczna
- 5 marca:
  - Adriana Serra Zanetti, włoska tenisistka
  - Šarūnas Jasikevičius, litewski koszykarz, trener
  - Lucian Msamati, brytyjski aktor zimbabwskiego pochodzenia
- 6 marca – Yannick Nézet-Séguin, kanadyjski dyrygent i pianista
- 7 marca:
  - Marcello d’Orey, portugalski rugbysta
  - Danieła Właewa, bułgarska łyżwiarka szybka, specjalistka short tracku
- 8 marca:
  - Aida Čorbadžić, bośniacka śpiewaczka operowa (sopran)
  - Freddie Prinze Jr., amerykański aktor
  - Edin Šaranović, bośniacki piłkarz (zm. 2021)
- 9 marca:
  - Olga Kaliturina, rosyjska lekkoatletka, skoczni wzwyż
  - Carmen Montón, hiszpańska działaczka samorządowa, polityk
  - Wojciech Skupień, polski skoczek narciarski
- 10 marca:
  - Ane Brun, norweska wokalistka
  - Frantz Granvorka, francuski siatkarz, reprezentant Francji
  - Natalie Nicholson, amerykańska curlerka
  - Barbara Schett, austriacka tenisistka
- 11 marca:
  - Mariana Díaz-Oliva, argentyńska tenisistka
  - Amanda Hopmans, holenderska tenisistka
  - Szymon Wydra, polski muzyk
  - Grzegorz Zawiślak, polski przedsiębiorca, samorządowiec, burmistrz Prudnika
- 12 marca:
  - María Adánez(inne języki), hiszpańska aktorka
  - Tomasz Cielebąk, polski koszykarz
  - Andreas Erm, niemiecki lekkoatleta, chodziarz
  - Aida Mohamed, węgierska florecistka
  - Zhao Wei, chińska aktorka, piosenkarka
- 14 marca – Raszyd Tiemriezow, rosyjski polityk, prezydent Karaczajo-Czerkiesji
- 16 marca:
  - Magdalena Wróbel, polska koszykarka, trenerka
  - Blu Cantrell, amerykańska piosenkarka
  - Leïla Lejeune-Duchemann, francuska piłkarka ręczna
  - Susanne Ljungskog, szwedzka kolarka szosowa
  - Zhu Chen, chińska szachistka
- 17 marca – Aleksandra Popławska, polska aktorka
- 18 marca:
  - Giovanna Antonelli, brazylijska aktorka, modelka
  - Miho Saeki, japońska tenisistka
- 19 marca:
  - Rachel Blanchard, kanadyjska aktorka
  - Adi Koll, izraelska polityk
  - Alessandro Nesta, piłkarz włoski
- 20 marca:
  - Chester Bennington, amerykański muzyk, lider zespołu Linkin Park (zm. 2017)
  - Monika Stańczak, polska koszykarka
- 22 marca:
  - Anna Iberszer, polska aktorka i tancerka
  - Monika Kopeć, polska lekkoatletka, młociarka
  - Reese Witherspoon, amerykańska aktorka
- 23 marca:
  - Jayson Blair, amerykański dziennikarz
  - Marcin Czarnik, polski aktor
  - Chris Hoy, szkocki kolarz torowy
  - Maxwell Kalu, nigeryjski piłkarz
  - Michelle Monaghan, amerykańska aktorka
  - Lena Park, południowokoreańska piosenkarka
  - Jeļena Rubļevska, łotewska pięcioboistka nowoczesna
  - Keri Russell, amerykańska aktorka, tancerka
- 24 marca:
  - Agnieszka Franków-Żelazny, polska chórmistrzyni, muzyk, profesor sztuk muzycznych
  - Yulissa Zamudio, peruwiańska siatkarka
- 25 marca:
  - Cha Tae-hyun, południowokoreański piosenkarz, aktor
  - Jawor Christow, bułgarski łucznik
  - Thomas Frandsen, duński piłkarz
  - Christoph Gruber, austriacki narciarz alpejski
  - Wołodymyr Kłyczko, ukraiński bokser
  - Marcin Mentel, polski gitarzysta, członek zespołów: Closterkeller, Lorien i Night Rider
  - Nanako Takushi, japońska wokalistka, członkini zespołów: Super Monkey’s i MAX
- 26 marca:
  - Joachim Alcine, haitański bokser
  - Eirik Verås Larsen, norweski kajakarz
  - Florentina Nedelcu, rumuńska siatkarka
  - Amy Smart, amerykańska aktorka
  - Hennadij Zacharczenko, ukraiński wioślarz
- 27 marca – Danny Fortson, amerykański koszykarz
- 28 marca – Andrzej Meller, polski dziennikarz
- 29 marca:
  - Jennifer Capriati, amerykańska tenisistka
  - Charlotte Martin, amerykańska piosenkarka
- 30 marca:
  - Jessica Cauffiel, amerykańska aktorka
  - Ty Conklin, amerykański hokeista, bramkarz
  - Bernardo Corradi, włoski piłkarz
  - Obadele Thompson, barbadoski lekkoatleta, sprinter
- 31 marca:
  - Anthony B, jamajski wokalista, wykonawca muzyki reggae i dancehall
  - Sébastien Frangolacci, francuski siatkarz
  - Andrzej Kosztowniak, polski samorządowiec, polityk, prezydent Radomia, poseł na Sejm RP
  - Beata Kucharzewska, polska judoczka
  - Josh Saviano, amerykański aktor, prawnik
  - Monique de Wilt, holenderska lekkoatletka, tyczkarka
- 1 kwietnia – Yuka Yoshida, japońska tenisistka
- 2 kwietnia:
  - Kristine Andersen, duńska piłkarka ręczna
  - Raluca Turcan, rumuńska ekonomistka, polityk
  - Samu Haber, wokalista i gitarzysta, lider fińskiego zespołu Sunrise Avenue
- 3 kwietnia:
  - Mariana Gajá, meksykańska aktorka
  - Olga Morawska, polska podróżniczka, pisarka
- 4 kwietnia:
  - Kostas Charalambidis, grecki koszykarz
  - Kim De Weille, holenderska tenisistka
  - Kim Hyun-jung, południowokoreańska piosenkarka
  - Marcin Kulasek, polski polityk i samorządowiec, poseł na Sejm RP
  - Mikołaj Wild, polski prawnik, polityk
- 5 kwietnia:
  - Marcin Krupa, polski samorządowiec, prezydent Katowic
  - Fernando Morientes, hiszpański piłkarz
  - Marcin Mortka, polski pisarz fantasy
  - Valeria Straneo, włoska lekkoatletka, biegaczka długodystansowa
- 6 kwietnia:
  - Candace Cameron, amerykańska aktorka
  - Dorothée Fournier, francuska snowboardzistka
  - Anke Rehlinger, niemiecka prawnik, polityk, premier Saary
- 7 kwietnia – Jelena Bielakowa, rosyjska lekkoatletka, tyczkarka
- 8 kwietnia – Krisztina Molnár, węgierska lekkoatletka, tyczkarka
- 9 kwietnia:
  - Renata Olszewska, polska lekkoatletka, wieloboistka
  - Aleksandra Trzaskowska, polska fizyk
- 10 kwietnia:
  - Yoshino Kimura, japońska aktorka, piosenkarka
  - Blake MacDonald, kanadyjski curler
  - Sara Renner, kanadyjska biegaczka narciarska
- 12 kwietnia:
  - Olga Kotlarowa, rosyjska lekkoatletka, biegaczka
  - Joanna Mucha, polska polityk
- 13 kwietnia:
  - Robert Biedroń, polski polityk, działacz społeczny
  - Jonathan Brandis, amerykański aktor (zm. 2003)
- 14 kwietnia:
  - Anna DeForge, amerykańska koszykarka
  - Françoise Mbango Etone, kameruńska lekkoatletka, skoczkini w dal
- 17 kwietnia:
  - Anna Geislerová, czeska aktorka
  - Agnieszka Grzybowska, polska aktorka
  - Robert Prygiel, siatkarz, reprezentant Polski
- 18 kwietnia – Melissa Joan Hart, amerykańska aktorka
- 19 kwietnia
  - Bożena Henczyca, polska polityk, poseł na Sejm RP
  - Arkadiusz Ptak, polski politolog, samorządowiec, burmistrz Pleszewa
- 21 kwietnia – Marcin Kamiński, ps. Kamień, polski raper oraz były członek zespołu Nagły Atak Spawacza
- 22 kwietnia – Michał i Marcin Żewłakow, piłkarze polscy
- 23 kwietnia:
  - Edyta Blauciak, polska lekkoatletka, oszczepniczka
  - Anna Kalczyńska, polska dziennikarka
  - Valeska Menezes, brazylijska siatkarka
- 24 kwietnia:
  - Mike Garcia, amerykański polityk, kongresman ze stanu Kalifornia
  - Sonya Jeyaseelan, kanadyjska tenisistka
- 25 kwietnia:
  - Tim Duncan, amerykański koszykarz
  - Anna Rejda, polska wokalistka jazzowa
- 27 kwietnia – Leoš Mareš, czeski muzyk, prezenter radiowy i telewizyjny
- 28 kwietnia:
  - Sylwia Nowak, polska łyżwiarka figurowa
  - Edyta Chruściel, polska koszykarka
- 29 kwietnia – Tamar Zandberg (hebr.: תמר זנדברג), izraelska polityk i działaczka praw człowieka
- 30 kwietnia:
  - Amanda Palmer, amerykańska piosenkarka
  - Aleksandra Seghi, włoska filolog, dziennikarka pochodzenia polskiego
- 1 maja:
  - Laura Lindstedt, fińska pisarka
  - Anna Olsson, szwedzka biegaczka narciarska
- 2 maja
  - Alena Bieć, białoruska kajakarka
  - Lénard Ndjadi Ndjate, kongijski duchowny katolicki, biskup pomocniczy Kisangani
- 3 maja:
  - Eduard Heger, słowacki polityk, premier Słowacji
  - Chasity Melvin, amerykańska koszykarka, trenerka
- 4 maja
  - Kristin Hagel, kanadyjska lekkoatletka, tyczkarka
  - Michał Kowalski, polski samorządowiec, polityk, poseł na Sejm RP
- 5 maja:
  - Juan Pablo Sorín, argentyński piłkarz
  - Aleksandra Wesołowska, polska biolog, specjalistka od laktotechnologi
- 7 maja:
  - Karol Okoński, polski informatyk, urzędnik państwowy, sekretarz stanu w Ministerstwie Cyfryzacji
  - Ajjelet Szaked (hebr.: איילת שקד), izraelska polityk
- 8 maja:
  - Paweł Makuch, polski prawnik, samorządowiec, prezydent Pruszkowa
  - Brandun Hughes, amerykański koszykarz
- 9 maja:
  - Aida Begić-Zubčević, bośniacka reżyserka i scenarzystka filmowa
  - Manuela Leggeri, włoska siatkarka
  - Aurelia Trywiańska, polska lekkoatletka, płotkarka
- 11 maja – Sahlene, szwedzka aktorka filmowa i dubbing, piosenkarka, reprezentantka Estonii podczas 47. Konkursu Piosenki Eurowizji
- 12 maja – Clyde Ellis, amerykański koszykarz
- 13 maja:
  - Ana Popović, serbska gitarzystka i wokalistka bluesowa
  - Magdalena Walach, polska aktorka filmowa i teatralna
- 14 maja:
  - Kristjan Ercegović, chorwacki koszykarz
  - Sebastian Karpiel-Bułecka, polski wokalista i muzyk, skrzypek
  - Katarzyna Kasprowicz, polska judoczka
  - Martine McCutcheon, brytyjska aktorka
  - Radoskór, polski raper (zm. 2021)
- 15 maja – Jacek Krzynówek, polski piłkarz, reprezentant Polski
- 16 maja
  - Anna Gajewska, polska aktorka
  - Ana Paula Valadão, brazylijska piosenkarka
- 17 maja:
  - Stanko Svitlica, serbski piłkarz
  - Magdalena Sędziak, polska pięcioboistka nowoczesna
- 18 maja – Anna Ottosson, szwedzka narciarka alpejska
- 19 maja:
  - Ed Cota, amerykański koszykarz, posiadający także panamskie obywatelstwo
  - Miriam Dalli, maltańska dziennikarka, polityk
  - Kevin Garnett, amerykański koszykarz
  - Åsa Westlund, szwedzka polityk
- 21 maja:
  - Craig Anderson, amerykański hokeista, bramkarz
  - Stuart Bingham, angielski snookerzysta
  - Dara Bubamara, serbska piosenkarka
  - Andrius Jurkūnas, litewski koszykarz
  - Carlo Ljubek, niemiecki aktor
  - Wojciech Mrówczyński, polski montażysta filmowy
  - Agata Szukiełowicz-Genes, polska piłkarka ręczna
  - Christopher Tin, amerykański kompozytor
- 22 maja – Hildegard Bentele, niemiecka politolog, polityk, eurodeputowana
- 23 maja:
  - Agnieszka Chylińska, polska wokalistka rockowa
  - Agata Pruchniewska, polska aktorka
- 25 maja:
  - Stefan Holm, szwedzki lekkoatleta, skoczek wzwyż
  - Siergiej Kowalenko, rosyjski zapaśnik
  - Cillian Murphy, irlandzki aktor
  - Marcin Narwojsz, polski piłkarz
  - Sandra Nasić, niemiecka wokalistka, autorka tekstów pochodzenia chorwackiego, członkini zespołu Guano Apes
  - Hiroko Okano, japońska siatkarka
  - Nikołaj Parfionow, rosyjski kombinator norweski
  - John Wayne Parr, australijski zawodnik sportów walki
  - Magnus Pehrsson, szwedzki piłkarz, trener
  - Vincent Piazza, amerykański aktor pochodzenia włoskiego
  - Małgorzata Pskit, polska lekkoatletka, płotkarka i sprinterka
  - Bartosz Sroga, polski wioślarz, sternik
  - Ethan Suplee, amerykański aktor
  - Miguel Zepeda, meksykański piłkarz
- 26 maja – Katarzyna Meronk, polska artystka graficzka i malarka
- 27 maja:
  - Anita Blond, węgierska aktorka pornograficzna
  - Krzysztof Bolesta, polski urzędnik państwowy, wiceminister
  - Xədicə İsmayılova, azerska dziennikarka śledcza
  - Aneta Kamińska, polska poetka, tłumaczka
  - Nataša Osmokrović, chorwacka siatkarka
  - RJD2, amerykański didżej, producent muzyczny
  - Jiří Štajner, czeski piłkarz
- 28 maja:
  - Angela Daigle, amerykańska lekkoatletka, sprinterka
  - Krisse Salminen, fińska prezenterka telewizyjna
  - Diana Žiliūtė, litewska kolarka szosowa
- 30 maja – Radoslav Nesterović, słoweński koszykarz
- 31 maja:
  - Colin Farrell, irlandzki aktor
  - Roar Ljøkelsøy, norweski skoczek narciarski
  - Mashona Washington, amerykańska tenisistka
- 1 czerwca – Luiza Łańcuchowska, polska lekkoatletka, sprinterka
- 2 czerwca:
  - Gabriela Navrátilová, czeska tenisistka
  - Masenate Mohato Seeiso, królowa Lesotho
- 3 czerwca – Anna Dąb, polska piłkarka
- 4 czerwca – Aleksiej Nawalny (ros. Алексей Анатольевич Навальный), rosyjski publicysta i działacz polityczny (zm. 2024)
- 5 czerwca:
  - Lauren Beukes, południowoafrykańska pisarka, scenarzystka filmowa, dziennikarka
  - Anna Deparnay-Grunenberg, niemiecka polityk, eurodeputowana
- 6 czerwca – Oksana Romienska, rosyjska piłkarka ręczna
- 7 czerwca – Alexandra Valetta-Ardisson, francuska polityk
- 8 czerwca:
  - Lindsay Davenport, amerykańska tenisistka
  - Trish Goff, amerykańska modelka
  - Jennifer Rodriguez, amerykańska łyżwiarka szybka
- 9 czerwca:
  - Igor Miličić, chorwacki koszykarz, posiadający także polskie obywatelstwo, trener
  - Amisha Patel, indyjska aktorka
- 10 czerwca – Rafał Cieszyński, polski aktor
- 11 czerwca - Paulina Stochniałek, polska menedżer, samorządowiec, członek zarządu województwa wielkopolskiego
- 12 czerwca:
  - Antawn Jamison, amerykański koszykarz
  - Kamila Małgorzata Pietrzak, polska aktorka
  - Tae Satoya, japońska narciarka dowolna
  - Ryszard Śmiałek, polski ekonomista, urzędnik państwowy, wicewojewoda małopolski
  - Beata Włodek, polska lekkoatletka, skoczkini wzwyż
- 14 czerwca – Tomasz Mandes, polski aktor
- 15 czerwca – Melina Hamilton, nowozelandzka lekkoatletka, tyczkarka
- 17 czerwca – Milan Gurović, serbski koszykarz, trener
- 18 czerwca – Alana de la Garza, amerykańska aktorka pochodzenia meksykańsko-irlandzkiego
- 19 czerwca – Agnieszka Wiktorowska-Chmielewska, polska poetka, dramatopisarka
- 21 czerwca:
  - Anna Hahn, amerykańska szachistka
  - Kacper Kuszewski, polski aktor
  - Maurren Maggi, brazylijska lekkoatletka, skoczkini w dal
  - Michał Missan, polski samorządowec
  - Kazuyo Mori, japońska siatkarka
- 22 czerwca:
  - Arianna Farfaletti Casali, włoska lekkoatletka, tyczkarka
  - Zbigniew Ziemba, polski nauczyciel, samorządowiec, wicemarszałek województwa łódzkiego
- 23 czerwca:
  - Paola Suárez, argentyńska tenisistka
  - Emmanuelle Vaugier, kanadyjska aktorka, modelka
- 25 czerwca – Karolina Pawliczak, polska działaczka samorządowa, posłanka na Sejm RP
- 26 czerwca:
  - Olga Dogadko, izraelska lekkoatletka, tyczkarka i sprinterka
  - Adriana Gerši, czeska tenisistka
  - Jenteal, amerykańska aktorka pornograficzna
  - Paweł Kossecki, polski ekonomista
  - Dariusz Kurzawa, polski polityk, samorządowiec, wicemarszałek województwa kujawsko-pomorskiego
  - Paweł Małaszyński, polski aktor
  - Olga Potaszowa, rosyjska siatkarka
  - Makare Wilson, amerykańska siatkarka
- 27 czerwca:
  - Luli Bitri, albańska aktorka
  - Urszula Grabowska, polska aktorka
- 28 czerwca:
  - Shinobu Asagoe, japońska tenisistka
  - Kateřina Holubcová, czeska biathlonistka
  - Piotr Przyborek, polski duchowny rzymskokatolicki, biskup pomocniczy gdański
- 1 lipca – Szymon Ziółkowski, polski lekkoatleta, młociarz, polityk, poseł na Sejm RP
- 2 lipca
  - Ľudovít Ódor, słowacki ekonomista, polityk, premier Słowacji
  - Heike Rusch, niemiecka tenisistka
- 3 lipca
  - Andrea Barber, amerykańska aktorka
  - Henryka Mościcka-Dendys, polska urzędniczka państwowa i dyplomatka, wiceminister
- 5 lipca:
  - Agnieszka Burzyńska, polska dziennikarka
  - Çiğdem Can Rasna, turecka siatkarka
- 7 lipca – Alexandra Pintácsi, węgierska wokalistka
- 8 lipca:
  - Grettell Valdéz, meksykańska aktorka
  - Odile Vuillemin, francuska aktorka
- 9 lipca:
  - Emmanuelle Gagliardi, szwajcarska tenisistka
  - Radike Samo, australijski rugbysta
- 12 lipca:
  - Anna Friel, brytyjska aktorka
  - Kyrsten Sinema, amerykańska senator ze stanu Arizona
  - Rafał Bigus, polski koszykarz
- 14 lipca – Monique Covét, węgierska aktorka pornograficzna
- 15 lipca:
  - Diane Kruger, niemiecka aktorka
  - Jana Lichnerová, słowacka koszykarka
- 16 lipca:
  - Wojciech Bychawski, polski koszykarz, trener
  - Tomasz Kuchar, polski kierowca rajdowy
  - Anna Smasznowa, izraelska tenisistka pochodzenia białoruskiego
  - Al Walser, szwajcarski piosenkarz, DJ, autor tekstów i producent płytowy
- 17 lipca:
  - Dagmara Domińczyk, amerykańska aktorka pochodzenia polskiego
  - Konrad Fijołek, polski samorządowiec
  - Andrea Glass, niemiecka tenisistka
- 18 lipca:
  - Wojciech Medyński, polski aktor
  - Elsa Pataky, hiszpańska aktorka pochodzenia węgierskiego
  - Jarosław Tkaczyk, polski piłkarz ręczny, bramkarz (zm. 2013)
  - Yūgo Tsukita, japoński narciarz dowolny
- 19 lipca – Benedict Cumberbatch, brytyjski aktor filmowy, telewizyjny i teatralny oraz producent
- 21 lipca:
  - Cori Bush, amerykańska polityk, kongreswoman
  - Tatjana Lebiediewa, rosyjska lekkoatletka, skoczkini w dal i trójskoczkini
  - Anita Nall, amerykańska pływaczka
- 22 lipca – Karen Cliche, kanadyjska aktorka, modelka
- 23 lipca:
  - Judith Arndt, niemiecka kolarka szosowa
  - Jon Gallant, kanadyjski gitarzysta basowy, członek zespołu Billy Talent
  - Judit Polgár, węgierska szachistka
  - Ralph Stöckli, szwajcarski curler
- 24 lipca:
  - Stephanie De Ville, belgijska tenisistka
  - Laura Fraser, szkocka aktorka
  - Paulina Kinaszewska, polska aktorka
  - Tede, polski raper, producent muzyczny
  - Romana Tedjakusuma, indonezyjska tenisistka
  - Rashida Tlaib, amerykańska polityk, kongreswoman pochodzenia palestyńskiego
- 25 lipca:
  - Nikita Denise, czeska aktorka pornograficzna
  - Tera Patrick, amerykańska aktorka pornograficzna
- 26 lipca:
  - Martina Dlabajová, czeska menedżer, polityk
  - Miesha McKelvy-Jones, amerykańska lekkoatletka, płotkarka
  - Martha Roby, amerykańska polityk, kongreswoman
  - Alice Taglioni, francuska aktorka
- 27 lipca:
  - Susanna Georgi, duńska piosenkarka, prezenterka telewizyjna
  - Joanna Karpowicz, polska autorka komiksów, malarka
  - Mwadi Mabika, kongijska koszykarska
- 31 lipca – Louise Jöhncke, szwedzka pływaczka
- 1 sierpnia – Iván Duque Márquez, kolumbijski prawnik, polityk, prezydent Kolumbii
- 2 sierpnia – Alena Petrášová, słowacka siatkarka
- 4 sierpnia:
  - Grzegorz Karpiński, polski polityk
  - Anna Krystyna Sarniak, polska brydżystka
  - Jacek Wiśniewski, polski trener siatkówki, samorządowiec, prezydent Mielca
- 5 sierpnia
  - Marlene Favela, meksykańska aktorka
  - Marta Stożek, polska polityk, posłanka na Sejm RP
- 6 sierpnia:
  - Zoila Barros Fernández, kubańska siatkarka
  - André Florschütz, niemiecki saneczkarz
  - Melissa George, australijska aktorka
  - Paweł Maj, polski przedsiębiorca, samorządowiec, prezydent Puław
  - Soleil Moon Frye, amerykańska aktorka
- 9 sierpnia:
  - Magdalena Kizinkiewicz, polska aktorka
  - Rhona Mitra, brytyjska aktorka
  - Audrey Tautou, francuska aktorka
- 10 sierpnia – Małgorzata Majerek, polska piłkarka ręczna
- 11 sierpnia – Piotr Uruski, polski historyk, polityk, poseł na Sejm RP
- 12 sierpnia:
  - Antoine Walker, amerykański koszykarz
  - Bartosz Cichocki, polski historyk, podsekretarz stanu w Ministerstwie Spraw Zagranicznych
  - Marlena Wawrzyniak, polska armwrestlerka
  - Iwona Zygmunt, polska wioślarka
- 13 sierpnia:
  - Tatjana Panowa, rosyjska tenisistka
  - Robert Warwas, polski samorządowiec, związkowiec, polityk, poseł na Sejm RP
- 14 sierpnia
  - Barbara Łazarczyk, polska lekkoatletka, płotkarka
  - Aretha Thurmond, amerykańska lekkoatletka, dyskobolka
- 15 sierpnia:
  - Tomasz Kaczmarek, polski funkcjonariusz Policji, CBŚ i CBA, polityk, poseł na Sejm RP
  - Piotr Kulpeksza, polski trener koszykówki
  - Abiy Ahmed Ali, etiopski polityk, premier Etiopii
  - Anna Guzik, polska aktorka
- 18 sierpnia – Michael Greis, niemiecki biathlonista
- 19 sierpnia – Arkadiusz Wiśniewski, polski basista, od 2003 członek zespołu Czerwone Gitary[4]
- 20 sierpnia – Leszek Jastrzębski, polski polityk
- 21 sierpnia – Liezel Huber, amerykańska tenisistka
- 22 sierpnia – Marcin Kierwiński, polski polityk, poseł na Sejm RP, wicemarszałek województwa mazowieckiego
- 23 sierpnia:
  - Agnieszka Bieńczyk-Missala, polska politolog, nauczyciel akademicki
  - Pat Garrity, amerykański koszykarz
  - Agnieszka Jastrzębska, polska dziennikarka, prezenterka
- 25 sierpnia:
  - Małgorzata Buczkowska, polska aktorka
  - Monika Kowalska, polska zapaśniczka
- 26 sierpnia:
  - Agnieszka Cichocka, polska koszykarka
  - Amaia Montero, hiszpańska wokalistka zespołu La Oreja de Van Gogh
  - Zemfira Talgatowna Ramazanowa (ros. Земфира Талгатовна Рамазанова), rosyjska piosenkarka rockowa
- 27 sierpnia:
  - Ewa Leniart, polska prawniczka, polityk, wojewoda podkarpacki
  - Mark Webber, australijski kierowca wyścigowy
- 29 sierpnia – Peggy Ovalle, gwatemalska lekkoatletka, tyczkarka
- 30 sierpnia:
  - Lu Li, chińska gimnastyczka
  - Šárka Mládková, czeska lekkoatletka, tyczkarka
- 2 września:
  - Tatiana Artmenko, izraelska siatkarka
  - Dave Konopka, amerykański muzyk i grafik[5]
  - Ivan Majeský, słowacki hokeista
  - Bernard Tchoutang, kameruński piłkarz
- 3 września:
  - Rika Erasmus, południowoafrykańska lekkoatletka, tyczkarka
  - Jacek Karnowski, polski dziennikarz i publicysta
  - Michał Karnowski, polski dziennikarz i publicysta
  - Agnieszka Korogocka, polska lekkoatletka, skoczkini wzwyż
  - Szymon Hołownia, polski dziennikarz, pisarz, publicysta, osobowość telewizyjna i działacz społeczno–polityczny, marszałek Sejmu RP
  - Aneta Wilmańska, polska ekonomistka, podsekretarz stanu
- 5 września:
  - Pascal Brodnicki, kucharz
  - Carice van Houten, holenderska aktorka
  - Frank Walsh, kanadyjski rugbysta
- 6 września:
  - Annette Artani, grecka piosenkarka, kompozytorka
  - Naomie Harris, brytyjska aktorka
  - Wojciech Wierzejski, polski polityk, poseł na Sejm RP, wicemarszałek województwa mazowieckiego
- 8 września – Anna Barańska, polska himalaistka
- 9 września:
  - Lúcia Moniz, portugalska aktorka, piosenkarka
  - Hanno Möttölä, fiński koszykarz
  - Sebastian Ciemnoczołowski, polski przedsiębiorca, samorządowiec, wicemarszałek województwa lubuskiego
  - Kristoffer Rygg, norweski muzyk heavymetalowy
- 10 września:
  - Kim Joo-ryoung, południowokoreańska aktorka
  - Snežana Malović, serbska prawnik, polityk
- 11 września – Joanna Lorek, polska koszykarka
- 12 września:
  - Bizzy Bone, amerykański raper, członek zespołu Bone Thugs-n-Harmony
  - Jolanda Čeplak, słoweńska lekkoatletka, biegaczka średniodystansowa
  - Krzysztof Kotorowski, polski piłkarz, bramkarz
  - Hanka Pachale, niemiecka siatkarka
  - Maciej Żurawski, polski piłkarz
- 13 września:
  - Ro Khanna, amerykański polityk, kongresman ze stanu Kalifornia
  - Jarosław Wałęsa, polski polityk, poseł na Sejm RP i eurodeputowany
  - Puma Swede, amerykańska aktorka pornograficzna
- 15 września:
  - Nanette Barragán, amerykańska polityk, kongreswoman ze stanu Kalifornia
  - Ryōhei Nishimori (jap. 西森 享平), japoński skoczek narciarski
  - Adriana Rakowska, polska lekarka
  - Anna Rutkowska-Schock, polska pianistka, profesor sztuk muzycznych
- 16 września – Elīna Garanča, łotewska śpiewaczka operowa (mezzosopran)
- 17 września:
  - Anna-Marie de Zwager, kanadyjska wioślarka
  - Uchenna Emedolu, nigeryjski sprinter
  - Robert Korólczyk, polski artysta kabaretowy
  - Peja, polski raper
  - Daniella Rush, czeska aktorka pornograficzna
  - Masami Taniguchi, japońska siatkarka
  - Marcin Urbaś, polski lekkoatleta, sprinter, wokalista
- 18 września:
  - Angélique Berthenet, francuska zapaśniczka
  - Ronaldo, brazylijski piłkarz
- 19 września:
  - Isha Koppikar, indyjska aktorka, modelka
  - Alison Sweeney, amerykańska aktorka
- 20 września:
  - Agata Buzek, polska aktorka
  - Ivona Jerković, chorwacka lekkoatletka, tyczkarka
- 21 września – Jana Kandarr, niemiecka tenisistka
- 22 września – Martin Solveig, francuski DJ
- 23 września:
  - Sarah Blasko, australijska piosenkarka
  - Sanna-Leena Perunka, fińska biathlonistka
- 24 września:
  - Michelle Ferris, australijska kolarka torowa
  - Alessandra Locatelli, włoska polityk
  - Reagan Dale Neis, kanadyjska aktorka
  - Marek Opioła, polski polityk, poseł na Sejm RP
  - Olga Riabinkina, rosyjska lekkoatletka, kulomiotka
- 25 września:
  - Charlotte Ayanna, amerykańska aktorka
  - Chiara, maltańska piosenkarka
  - Dominika Ćosić, polska dziennikarka, publicystka, pisarka
  - Santigold, amerykańska piosenkarka, producentka muzyczna, autorka tekstów
- 26 września:
  - Michael Ballack, niemiecki piłkarz
  - Anna Głowacka, polska lekkoatletka, sprinterka
  - Olivia O’Lovely, amerykańska aktorka pornograficzna
- 27 września:
  - Monika Absolonová, czeska piosenkarka
  - Francesco Totti, włoski piłkarz
  - Dean Butterworth, angielski perkusista zespołu Good Charlotte
- 28 września – Jekatierina Gorochowska, rosyjska aktorka, reżyserka, krytyk teatralny
- 29 września – Andrij Szewczenko (ukr. Андрій Миколайович Шевченко), ukraiński napastnik
- 30 września – Barbara Madejczyk, polska lekkoatletka, oszczepniczka
- 1 października:
  - Danielle Bisutti, amerykańska aktorka, piosenkarka
  - Aleksandra Korukowiec, rosyjska siatkarka
  - Dora Venter, węgierska aktorka pornograficzna
- 2 października – Eric Burlison, amerykański polityk, kongresman
- 3 października – Seann William Scott, amerykański aktor
- 4 października:
  - Carla Harvey, amerykańska wokalistka, prezenterka, aktorka erotyczna
  - Saudia Roundtree, amerykańska koszykarka, trenerka
  - Alicia Silverstone, amerykańska aktorka
- 5 października – Ramzan Kadyrow, czeczeński polityk, prorosyjski premier i prezydent Czeczenii
- 7 października – Leszek Zawadzki, polski piłkarz, samorządowiec, wójt gminy Jasionówka
- 8 października – Grzegorz Peczkis, polski samorządowiec, polityk, senator RP
- 10 października – Katja Beer, niemiecka biathlonistka
- 11 października:
  - Emily Deschanel, amerykańska aktorka
  - Jessica Day George, amerykańska autorka literatury dziecięcej i młodzieżowej
  - Elisabeth Tadich, australijska kolarska szosowa
- 12 października – Kajsa Bergqvist, szwedzka lekkoatletka, skoczkini wzwyż
- 14 października:
  - Joanna Bednarska, polska judoczka
  - Rui Cordeiro, portugalski rugbysta
  - Anna Malujdy, polska siatkarka
  - Anna Wagener, mołdawska szachistka
  - Andreas Widhölzl, austriacki skoczek narciarski
  - Adam Waśko, polski piłkarz ręczny
- 15 października:
  - Żaneta Karwat, polska koszykarka
  - Mira Golubović, serbska siatkarka
  - Vanessa Quin, nowozelandzka kolarka górska
  - Karen Shinkins, irlandzka lekkoatletka, sprinterka
- 18 października:
  - Maria Prytz, szwedzka curlerka
  - Dobromir Sośnierz, polski informatyk, polityk, poseł na Sejm RP IX kadencji, poseł do Parlamentu Europejskiego VIII kadencji
- 19 października:
  - Desmond Harrington, amerykański aktor
  - Michał Zadara, polski reżyser teatralny
- 20 października:
  - Ada Fijał, polska aktorka
  - Vanessa Menga, brazylijska tenisistka
  - J.R. Sakuragi, amerykański koszykarz
- 21 października:
  - Mélanie Turgeon, kanadyjska narciarka alpejska
  - Sonja Kireta, chorwacka koszykarka
- 22 października:
  - Janet Lee, tajwańska tenisistka
  - Helen Svedin, szwedzka modelka
- 23 października – Ryan Reynolds, kanadyjski aktor, producent telewizyjny i filmowy
- 28 października:
  - Oksana Markarowa, ukraińska urzędniczka państwowa, ekonomistka, menedżer, polityk
  - Magdalena Stupkiewicz, polska wokalistka, instrumentalistka, kompozytorka, członkini zespołu Artrosis
- 29 października:
  - Beata Pawlicka, polska siatkarka
  - Xu Yuhua, chińska szachistka
- 31 października – Piper Perabo, amerykańska aktorka
- 3 listopada – Anna-Kari Lindholm, szwedzka curlerka
- 10 listopada:
  - Rachael Dacy, australijska lekkoatletka, tyczkarka
  - Sergio González, hiszpański piłkarz, trener
  - Steffen Iversen, norweski piłkarz
  - Shefki Kuqi, fiński piłkarz pochodzenia kosowskiego
  - Marcin Letki, polski zapaśnik
  - Amy Mbacké Thiam, senegalska lekkoatletka, sprinterka
  - Waldemar Musioł, polski duchowny rzymskokatolicki, biskup pomocniczy opolski
  - John Thomas, amerykański koszykarz
- 12 listopada:
  - Agnieszka Chłoń-Domińczak, polska ekonomistka, wiceminister
  - Tomasz Sadzyński, polski samorządowiec, pełniący funkcję prezydenta Łodzi
  - Mirosław Szymkowiak, polski piłkarz
  - Norbert Wojnarowski, polski polityk
- 13 listopada:
  - Albina Achatowa, rosyjska biathlonistka
  - Kelly Sotherton, brytyjska lekkoatletka, wieloboistka
- 14 listopada:
  - Nazmi Avluca, turecki zapaśnik
  - František Čermák, czeski tenisista
  - Emmanuel Duah, ghański piłkarz
  - Elles Leferink, holenderska siatkarka
  - Felicity Mason, australijska aktorka, malarka
  - Kamal Quliyev, azerski piłkarz
  - Krzysztof Sitarski, polski inżynier górnik, polityk, poseł na Sejm RP
  - Peggy Wagenführ, niemiecka biathlonistka
- 16 listopada – Chelsea Blue, amerykańska aktorka pornograficzna
- 17 listopada – Nicole Forrester, kanadyjska lekkoatletka, skoczkini wzwyż
- 19 listopada – Stelios Wenetidis (grecki: Στέλιος Βενετίδης), grecki piłkarz, reprezentant Grecji, mistrz Europy
- 20 listopada – DeJuan Collins, amerykański koszykarz
- 21 listopada – Dasha, czeska aktorka pornograficzna
- 22 listopada:
  - Torsten Frings, niemiecki piłkarz
  - Rodah Lyali, kenijska siatkarka
  - Jonathan Perry, nowozelandzki piłkarz
  - Jegor Podomacki, rosyjski hokeista, bramkarz
  - Ville Valo, fiński wokalista, członek zespołu HIM
- 24 listopada – Mariusz Tarnożek, polski aktor, wokalista, reżyser
- 25 listopada – Renata Zomerska, polska lekkoatletka, płotkarka
- 28 listopada:
  - Renate Aichinger, austriacka pisarka, poetka, dramatopisarka, reżyserka teatralna
  - Mickaël Dogbé, togijski piłkarz
  - Lucia Ďuriš Nicholsonová, słowacka dziennikarka, polityk, eurodeputowana
  - Gordan Kožulj, chorwacki pływak
  - Ryan Kwanten, australijski aktor, model
  - Tara Llanes, amerykańska kolarka górska
  - Aitor Ocio, hiszpański piłkarz narodowości baskijskiej
  - Łukasz Piebiak, polski prawnik, sędzia, urzędnik państwowy
  - Lucía Puenzo, argentyńska pisarka, reżyserka filmowa
- 29 listopada:
  - Chadwick Boseman, amerykański aktor (zm. 2020)
  - Anna Faris, amerykańska aktorka
  - Elisabeth Hilmo, norweska piłkarka ręczna
  - Lindsay Mintenko, amerykańska pływaczka
- 1 grudnia:
  - Tomasz Adamek, polski bokser
  - Agnete Kjølsrud, norweska wokalistka
- 2 grudnia:
  - Ałła Jepifanowa, rosyjska kolarka górska i szosowa
  - Christian Solinas, włoski polityk, prezydent Sardynii
- 4 grudnia:
  - Kristina Groves, kanadyjska łyżwiarka szybka
  - Betty Lennox, amerykańska koszykarka
- 5 grudnia:
  - Amy Acker, amerykańska aktorka
  - Marta Gryniewicz, polska fotograf, fotosistka filmowa, scenografka
  - Rachel Komisarz, amerykańska pływaczka
  - Ireneusz Miczka, polski śpiewak operowy (baryton)
  - Alisa Mizuki, japońska aktorka, piosenkarka i modelka
- 6 grudnia:
  - Alicia Machado, wenezuelska zdobywczyni tytułu Miss Universe
  - Paola Paggi, włoska siatkarka
  - Lindsay Price, amerykańska aktorka
- 7 grudnia:
  - Duncan D. Hunter, amerykański polityk, kongresman ze stanu Kalifornia
  - Marzena Podolska, polska judoczka
- 8 grudnia:
  - Małgorzata Gryniewicz, polska reżyserka, scenarzystka, aktorka
  - Ákos Haller, węgierski wioślarz
  - Zoi Konstandopulu, grecka prawnik, polityk
  - Dominic Monaghan, brytyjski aktor
  - Nirupama Sanjeev, indyjska tenisistka
- 9 grudnia – Jelena Olejnikowa, rosyjska lekkoatletka, trójskoczkini
- 10 grudnia:
  - Dorota Fiut, polska lekkoatletka, biegaczka średniodystansowa
  - Bartosz Nowacki, polski samorządowiec, starosta mogileński
  - Wioletta Śląska-Zyśk, polska urzędniczka samorządowa, wicemarszałek województwa warmińsko-mazurskiego
- 11 grudnia:
  - Tatjana Kotowa, rosyjska lekkoatletka, skoczkini w dal
  - Anna Thompson, australijska lekkoatletka, biegaczka
- 12 grudnia – Ewa Kulikowska, polska działaczka samorządowa, burmistrz Sokółki
- 13 grudnia – Rama Yade, francuska polityk pochodzenia senegalskiego
- 15 grudnia:
  - Baichung Bhutia, indyjski piłkarz
  - Dragan Ćeranić, serbski koszykarz
  - Tiberio Cruz, kolumbijski aktor, model
  - Roger García, hiszpański piłkarz narodowości katalońskiej
  - Kanako Ōmura, japońska siatkarka
  - Miki Sasaki, japońska siatkarka
- 16 grudnia – Tymoteusz Myrda, polski samorządowiec, prawnik, wicemarszałek województwa dolnośląskiego
  - 18 grudnia
  - Valerie Fleming, amerykańska bobsleistka
  - Koyuki Katō, japońska aktorka, modelka
  - Sun Ribo, chińska biathlonistka
- 19 grudnia – Gabriela Czyżewska, polska aktorka
- 21 grudnia:
  - Mark Dickel, nowozelandzki koszykarz, posiadający także australijskie obywatelstwo, trener
  - Aris Servetalis, grecki aktor
- 23 grudnia:
  - Christina Bertrup, szwedzka curlerka
  - Giba, brazylijski siatkarz
- 24 grudnia – Linda Ferga-Khodadin, francuska lekkoatletka, skoczkini w dal, płotkarka i sprinterka
- 25 grudnia – Armin van Buuren, holenderski DJ i producent muzyki trance
- 26 grudnia:
  - Lea De Mae, czeska aktorka pornograficzna (zm. 2004)
  - Anna-Maria Gradante, niemiecka judoczka
- 28 grudnia – Anna Kańtoch, polska pisarka fantasy
- 29 grudnia:
  - Patrycja Gola(inne języki), polska wokalistka
  - Dome Karukoski, fiński reżyser filmowy
- 30 grudnia:
  - Agata Agatowska, polska rzeźbiarka
  - Dagmara Kowalska, polska piłkarka ręczna
  - Anna Pieńkosz, polska politolog, dyplomata
- 31 grudnia – Marcin Kuchciński, polski samorządowiec, wicemarszałek województwa warmińsko-mazurskiego
- data dzienna nieznana:
  - Tomasz Lechociński, polski grafik i pisarz

## Zdarzenia astronomiczne
- 23 października – całkowite zaćmienie Słońca

## Nagrody Nobla
- z fizyki – Burton Richter, Samuel Ting
- z chemii – William N. Lipscomb
- z medycyny – Baruch Blumberg, Daniel Carleton Gajdusek
- z literatury – Saul Bellow
- nagroda pokojowa – Betty Williams, Mairead Corrigan
- z ekonomii – Milton Friedman

## Święta ruchome
- Tłusty czwartek: 26 lutego
- Ostatki: 2 marca
- Popielec: 3 marca
- Niedziela Palmowa: 11 kwietnia
- Pamiątka śmierci Jezusa Chrystusa: 14 kwietnia
- Wielki Czwartek: 15 kwietnia
- Wielki Piątek: 16 kwietnia
- Wielka Sobota: 17 kwietnia
- Wielkanoc: 18 kwietnia
- Poniedziałek Wielkanocny: 19 kwietnia
- Wniebowstąpienie Pańskie: 27 maja
- Zesłanie Ducha Świętego: 6 czerwca
- Boże Ciało: 17 czerwca